# Psittaciformes
Los psitaciformes (Psittaciformes) son un orden de aves que incluye aproximadamente 86 géneros con 372 especies que se encuentran principalmente en las zonas tropicales y subtropicales. El grupo fue bautizado por el nombre griego del loro  ψιττακός «psittakos», y por ello el nombre de este orden significa «que tiene forma de loro». El orden se subdivide en tres superfamilias: Psittacoidea (los loros típicos o papagayos), Cacatuoidea (las cacatúas) y Strigopoidea (los loros de Nueva Zelanda). Los psitaciformes tienen principalmente una distribución pantropical, aunque varias especies habitan en regiones templadas. El grupo presenta su mayor diversidad en América del Sur y Australasia.
Todos los miembros del orden tienen como características comunes: un pico robusto y curvado hacia abajo, la postura erguida de su cuerpo y sus garras prensiles zigodáctilas, es decir, que tienen dos dedos dirigidos hacia delante y dos hacia atrás. La mayoría de los psitaciformes son de colores intensos. Muchas especies de loros son predominantemente verdes, y otras tienen plumaje multicolor. En cambio, el plumaje de la mayoría de las cacatúas oscila es predominantemente blanco o negro, y todas se caracterizan por tener un penacho de plumas eréctil en la cabeza. La mayoría de psitaciformes presenta poco o ningún dimorfismo sexual, aunque hay excepciones. Son el orden de aves que presenta la mayor variación de longitud entre especies.
Se alimentan principalmente de semillas, nueces, frutos, brotes y otras materias vegetales. Algunas especies consumen a veces animales y carroña, mientras que los loris y lorículos están especializados en comer néctar, polen y fruta blanda. Casi todos los psitaciformes anidan en los huecos de los árboles y ponen huevos de color blanco, de los cuales eclosionan polluelos altriciales.
Los loros, junto a los córvidos, se encuentran entre las aves más inteligentes, y la capacidad de algunas de sus especies de imitar la voz humana los convierte en mascotas muy populares. La captura de loros para el tráfico ilegal de mascotas y otros fines, la pérdida de hábitat, la caza y la competencia con especies invasoras han mermado las poblaciones salvajes, al ser el grupo de aves silvestres que sufre mayor explotación. Muchos miembros del orden están clasificados como especies amenazadas o casi amenazadas, de los cuales 16 se consideran en peligro crítico de extinción actualmente.

## Taxonomía

### Orígenes y evolución
La diversidad de Psittaciformes en América del Sur y Australasia sugiere que el orden tiene un origen gondwánico, con centro en Australasia. Pero la escasez de loros en el registro fósil impide confirmar la hipótesis.
Se cree que el fósil de loro más antiguo conocido procede del Cretáceo tardío, hace aproximadamente 70 millones de años: un solo fragmento de mandíbula inferior de 15 mm encontrado en la formación de Lance, en Wyoming. Aunque otros estudios indican que este fósil no sería de un ave sino de un dinosaurio Chirostenotes que tenía un pico similar al de las aves.

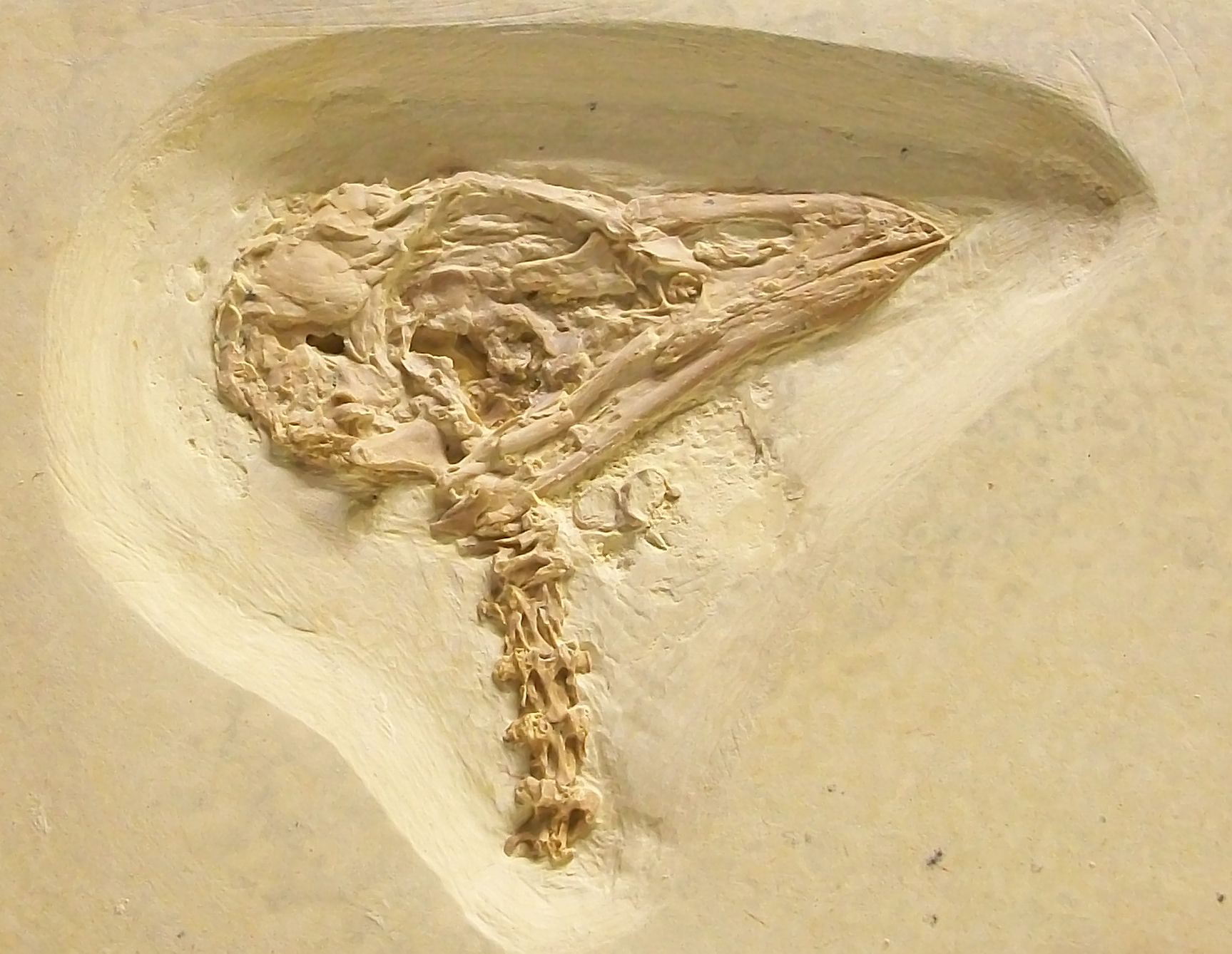
Cráneo fósil de un supuesto ancestro de los loros del Eoceno de Wyoming.

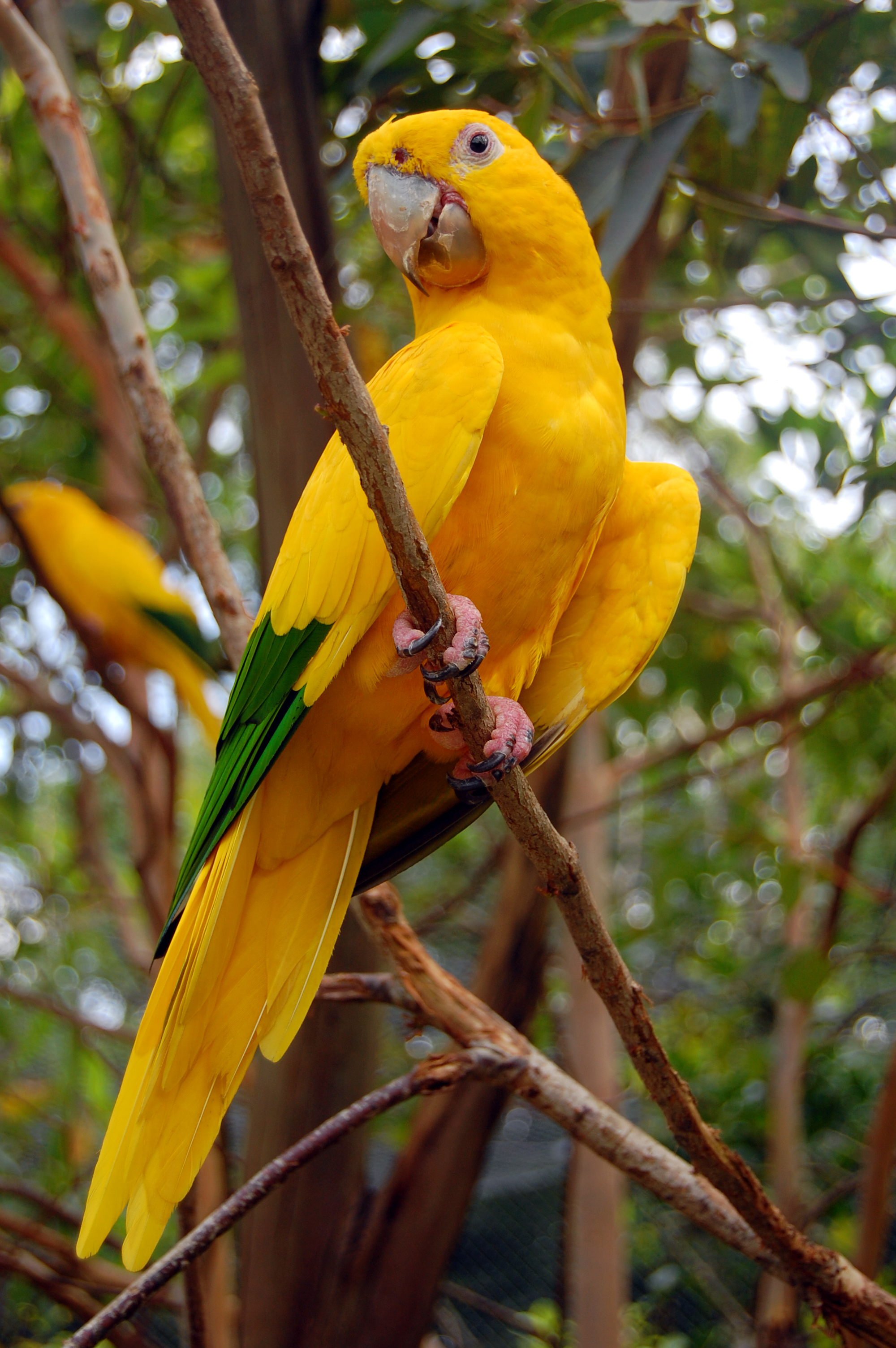
El guacamayo guaruba muestra el fuerte pico y las garras prensiles características de todos los psitaciformes.

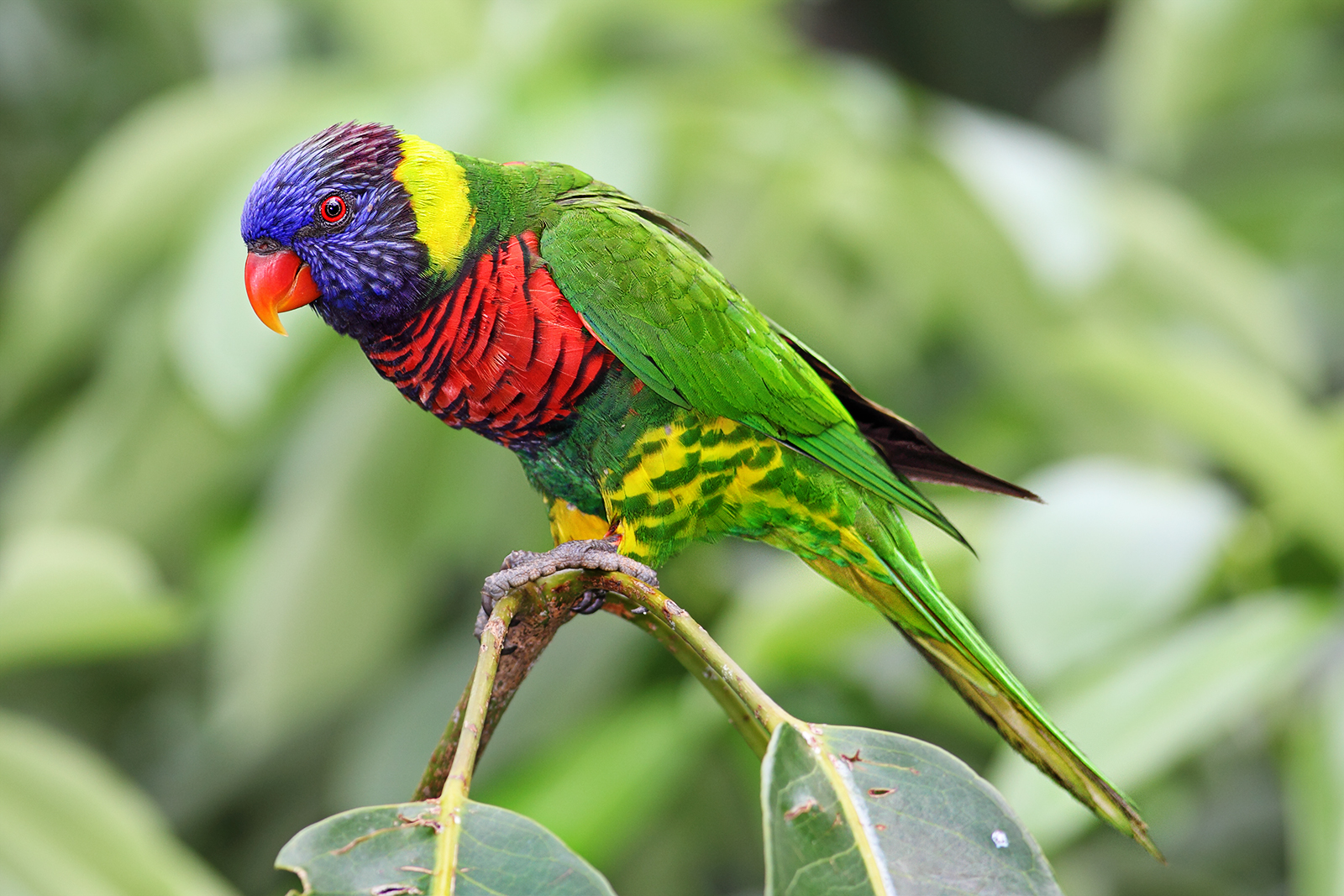
Aunque el color predominante en los psitacoideos es el verde, muchos presentan plumajes de otros colores y con tonos muy vivos, como este multicolor lori arcoíris.

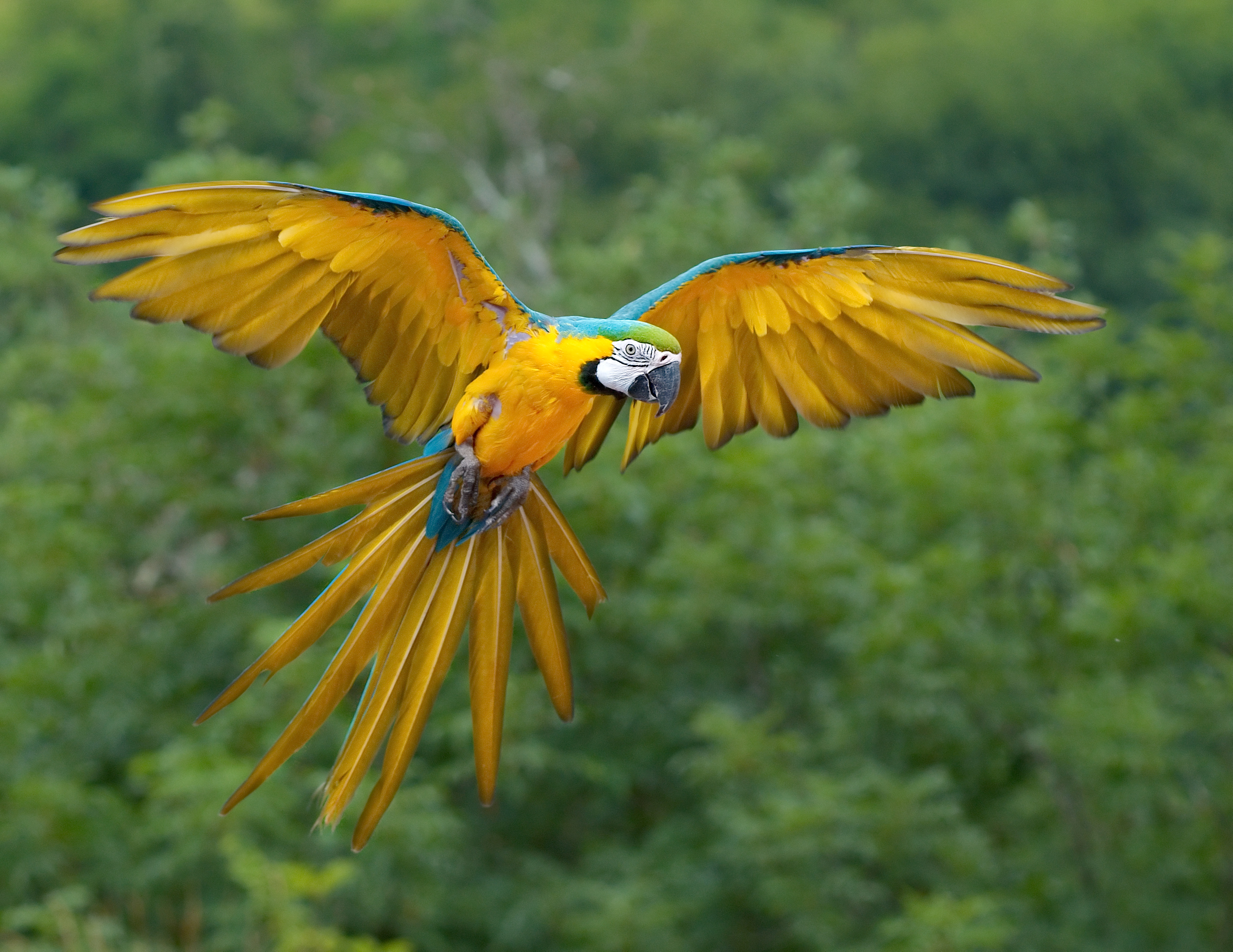
El guacamayo azul y amarillo habita en las selvas tropicales como la mayoría de los psitaciformes.

Se supone que los psitaciformes, o su ancestro común con varios órdenes de aves, estaba presente en algún lugar del mundo alrededor de la extinción masiva del Cretácico-Terciario (extinción K-T), hace unos 66 Ma por lo que probablemente todavía no habían desarrollado sus características autoapomórficas, aunque serían aves principalmente arborícolas, grosso modo similares a los nictibios o los podargos actuales, aunque no estén directamente emparentados con ellos (véase Palaeopsittacus). Pero estas aves (Cypselomorphae) son un grupo difícil de encajar filogenéticamente y parecen tan cercanas a los loros primitivos como, por ejemplo, a las aves acuáticas modernas (Aequornithes). La combinación de pruebas apoya la hipótesis de que Psittaciformes sería un grupo del tronco cercano a Passeriformes, un grupo de aves terrestres que surgió en las proximidades de la extinción K-T. De hecho, el análisis de las inserciones de elementos genéticos transponibles de los genomas de los pájaros y los psitaciformes (y no de los genomas de las demás aves) proporcionan fuertes evidencias de que los psitaciformes son un grupo hermano de los paseriformes, que juntos forman el clado Psittacopasserae, en exclusión del siguiente grupo más próximo, los Falconiformes.

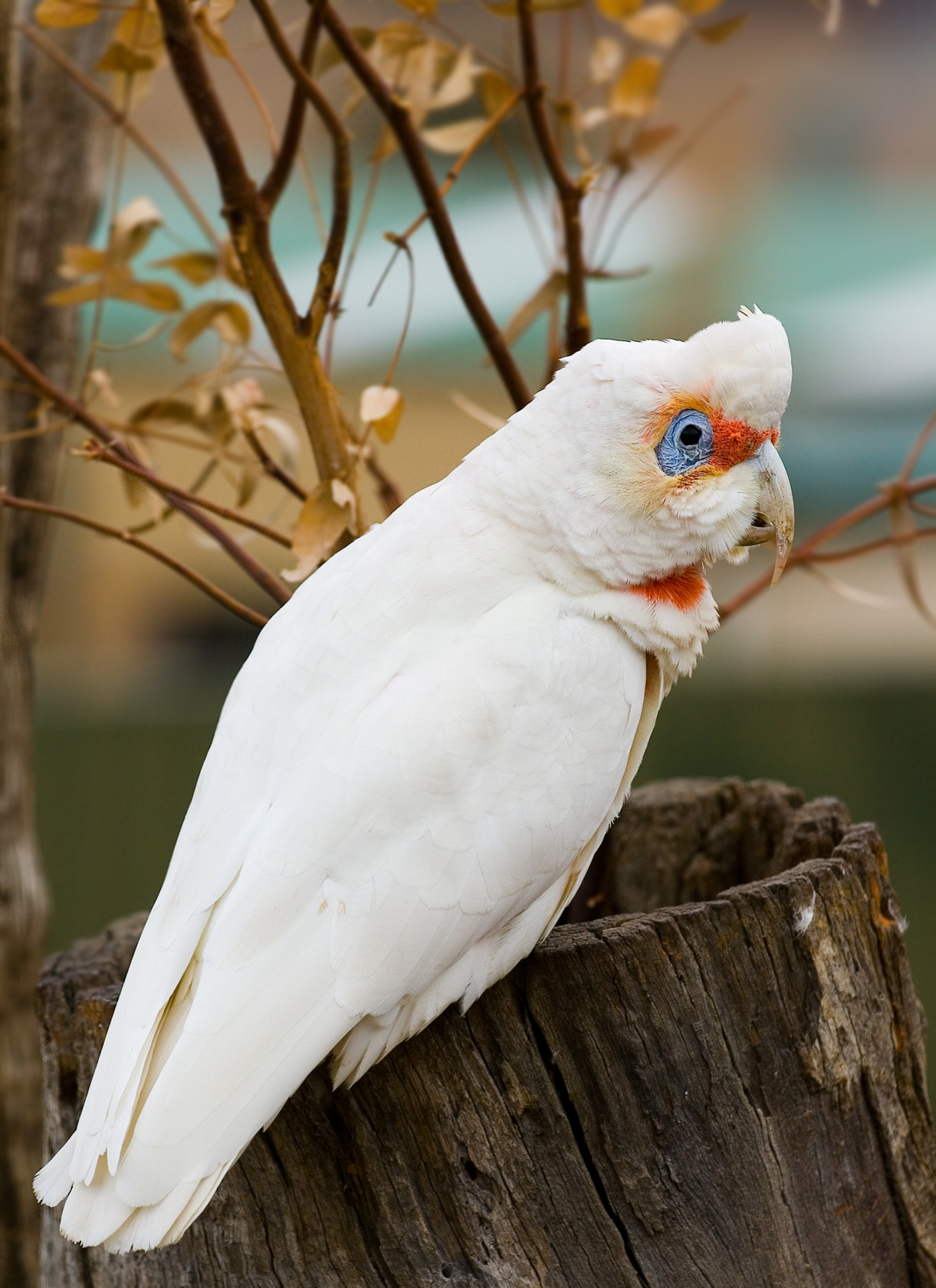
Los colores predominantes del plumaje de las cacatúas son el blanco y el negro; blanco en el caso de la cacatúa picofina.

Los fósiles más antiguos asignados sin duda a los loros proceden de Europa y están datados en unos 50 Ma. Su clima en aquella época era tropical al coincidir con el máximo térmico del Paleoceno-Eoceno. Además Europa es el lugar con el registro fósil más extenso del Eoceno, hace 58 a 36 millones de años. Se han encontrado varios esqueletos bastante completos en Inglaterra y Alemania asignables a Psittaciformes (aunque no a los loros actuales) datados los más antiguos un poco antes del comienzo del Eoceno. Algunos con dudas, pero en general parece más probable que no sean antepasados directos de los loros modernos, sino que estén emparentados con los linajes que evolucionaron en el hemisferio norte y que se extinguieron posteriormente. Estos probablemente no son eslabones perdidos entre los loros ancestrales y los modernos, sino linajes de psittaciformes que evolucionaron en paralelo a los loros típicos y las cacatúas y tienen sus propias peculiaridades autapomórficas:
- Psittacopes (Eoceno inferior/medio de Geiseltal, Alemania) — basal;
- Serudaptus — pseudastúridos o psittácidos;
- Pseudasturidae (quizá el nombre correcto sea Halcyornithidae);
  - Pseudasturides – anteriormente Pseudastur;
- Vastanavidae;
  - Vastanavis (Eoceno de Vastan, India);
- Quercypsittidae;
  - Quercypsitta (Eoceno superior).

Se asignó inicialmente a Psittaciformes una neoave denominada Mopsitta tanta, datada en unos 54 Ma y procedente de la formación de Fur, del Eoceno inicial de Dinamarca, que se describió a partir de un solo humero. Pero este hueso tan poco característico no es inequívocamente de psitaciforme, y más recientemente se ha señalado que podría pertenecer a un ibis del género Rhynchaeites, del cual se encontraron patas en el mismo depósito.

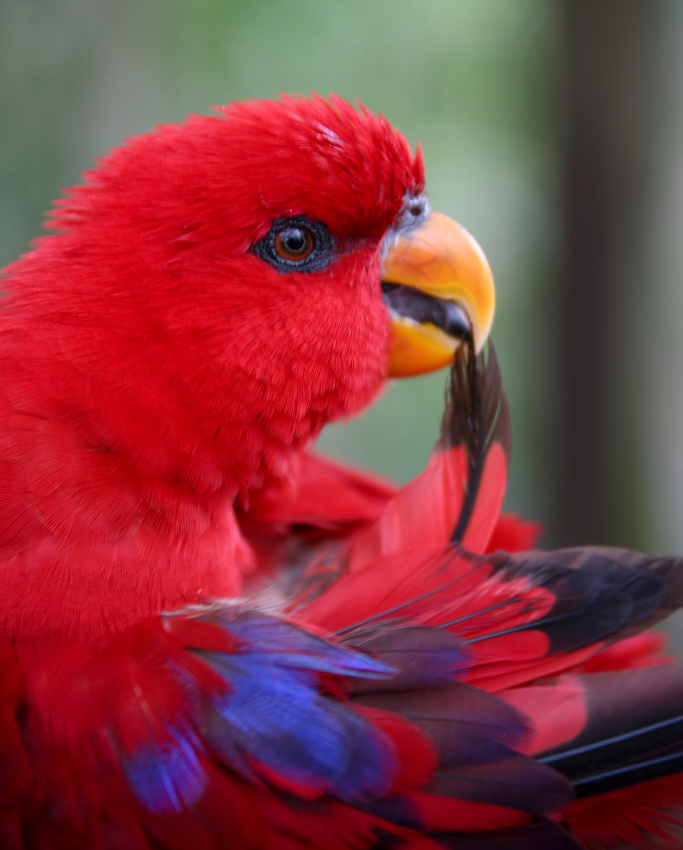
Lori rojo acicalándose.

Los primeros registros de loros modernos datan de entre 23–20 Ma y también proceden de Europa. Y la mayoría de los huesos encontrados posteriormente claramente reconocibles de psitaciformes también son de Europa. El hemisferio sur casi no tiene un registro fósil de interés para el periodo anterior al Mioceno medio, alrededor de 20 millones de años atrás. Sin embargo de esa época es el primer fósil inequívocamente de psitaciforme moderno, una mandíbula superior que sin duda corresponde a una cacatúa moderna. Algunos géneros modernos se datan provisionalmente su origen en el Mioceno, aunque sus registros confirmados se remontan solo a cinco millones de años.
Los siguientes géneros fósiles de loros probablemente todos pertenecieran a Psittacidae o estuvieran cercanos a sus ancestros:
- Archaeopsittacus (Oligoceno superior/Mioceno inferior);
- Xenopsitta (Mioceno inferior de Chequia);
- Psittacidae gen. et spp. indet. (Mioceno medio de Otago, Nueva Zelanda)— varias especies;
- Bavaripsitta (Mioceno medio de Steinberg, Alemania);
- Psittacidae gen. et sp. indet. (Mioceno de Francia)— erróneamente situado en Pararallus dispar, incluye a "Psittacus" lartetianus.

Algunos fósiles del Paleógeno no se acepta inequívocamente que pertenezcan a psittaciformes:
- Palaeopsittacus (Eoceno inferior – medio de noroeste de Europa) — posible caprimulgiforme (podárgido) o quercypsittido;
- "Precursor" (Eoceno inferior)— parte de esta aparente quimera parece que pertenecían a un pseudastúrido o psittácido;
- Pulchrapollia (Eoceno inferior) — incluye a "Primobucco" olsoni un psittaciforme (pseudastúrido o psittácido).

## Filogenia
Los Psittaciformes se dividen en tres linajes principales clasificados en las superfamilias: Strigopoidea, Psittacoidea y Cacatuoidea.
Strigopoidea se consideró anteriormente parte de Psittacoidea, pero estudios recientes sitúan a este grupo de especies de Nueva Zelanda en la base del clado en una ramificación anterior a la separación entre Psittacoidea y Cacatuoidea.
Las cacatúas son un grupo bastante distinto de los demás. Se caracterizan por el penacho eréctil de su cabeza. Además presentan diferencias morfológicas en las arterias carótidas, la vesícula biliar y los huesos del cráneo, y carecen de las coloraciones de las plumas debidas a la textura de Dyck, que dispersa la luz produciendo muchos de los intensos colores de los loros. En cambio tienen plumas de color con altos niveles del pigmento psittacofulvina que resisten mejor la degradación producida por el Bacillus licheniformis que las blancas.
Anteriormente se consideraba que Psittacidae contenía a todos los loros típicos (Psittacoidea) pero en la actualidad los estudios genéticos han llevado a dividirlos en tres familias: Psittacidae (para los loros de América y parte de los de África), Psittaculidae (los loros de Asia, Oceanía y el resto de los africanos), y una tercera menor, Psittrichasiidae (para el loro aguileño y afines). Loris y afines que anteriormente a veces también se consideraban una familia, Loriidae, actualmente se consideran una tribu, (Loriini), dentro de la subfamilia Loriinae. Sus otras dos tribus son Cyclopsittini y Melopsittacini.

### Clasificación

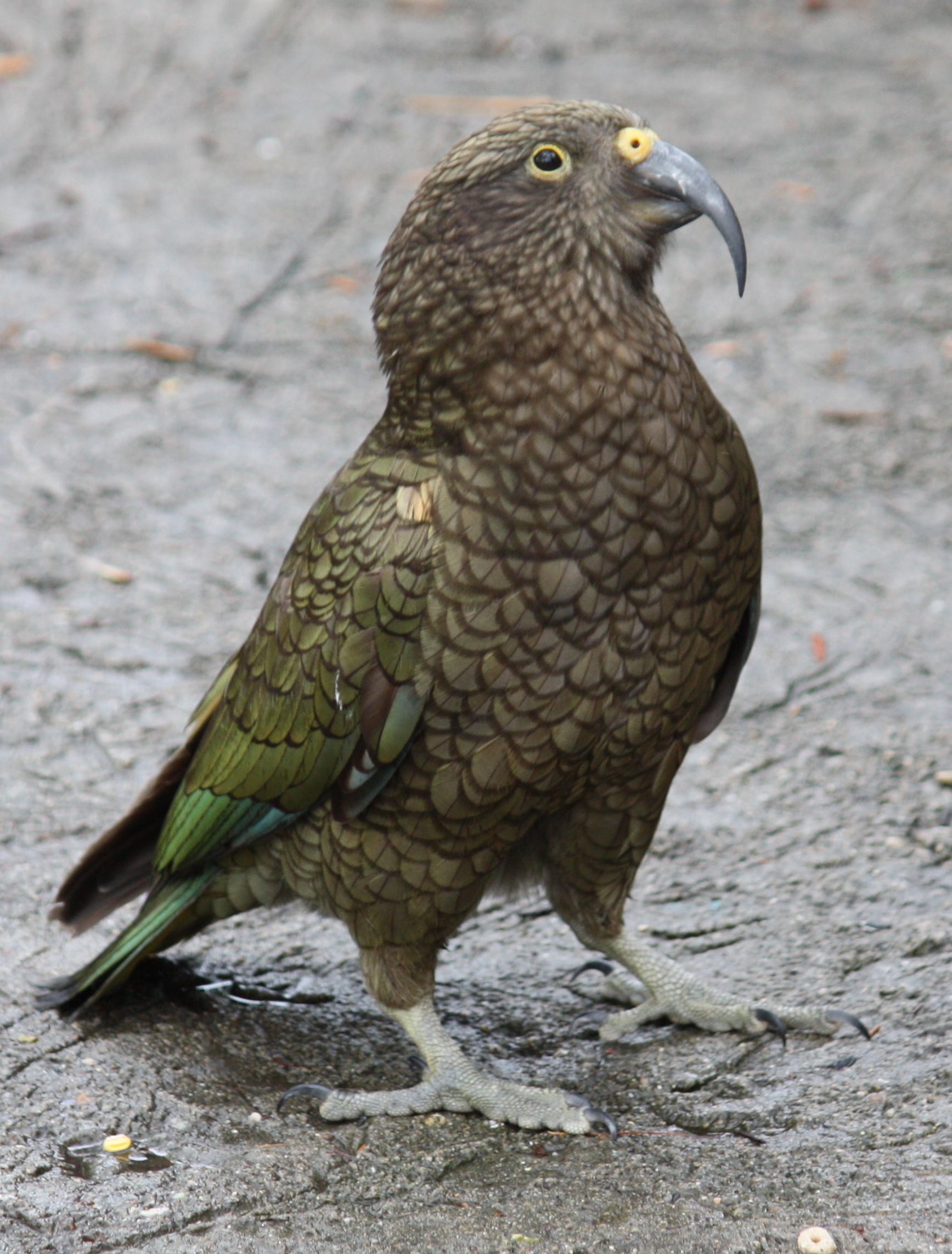
Kea (Nestor notabilis).

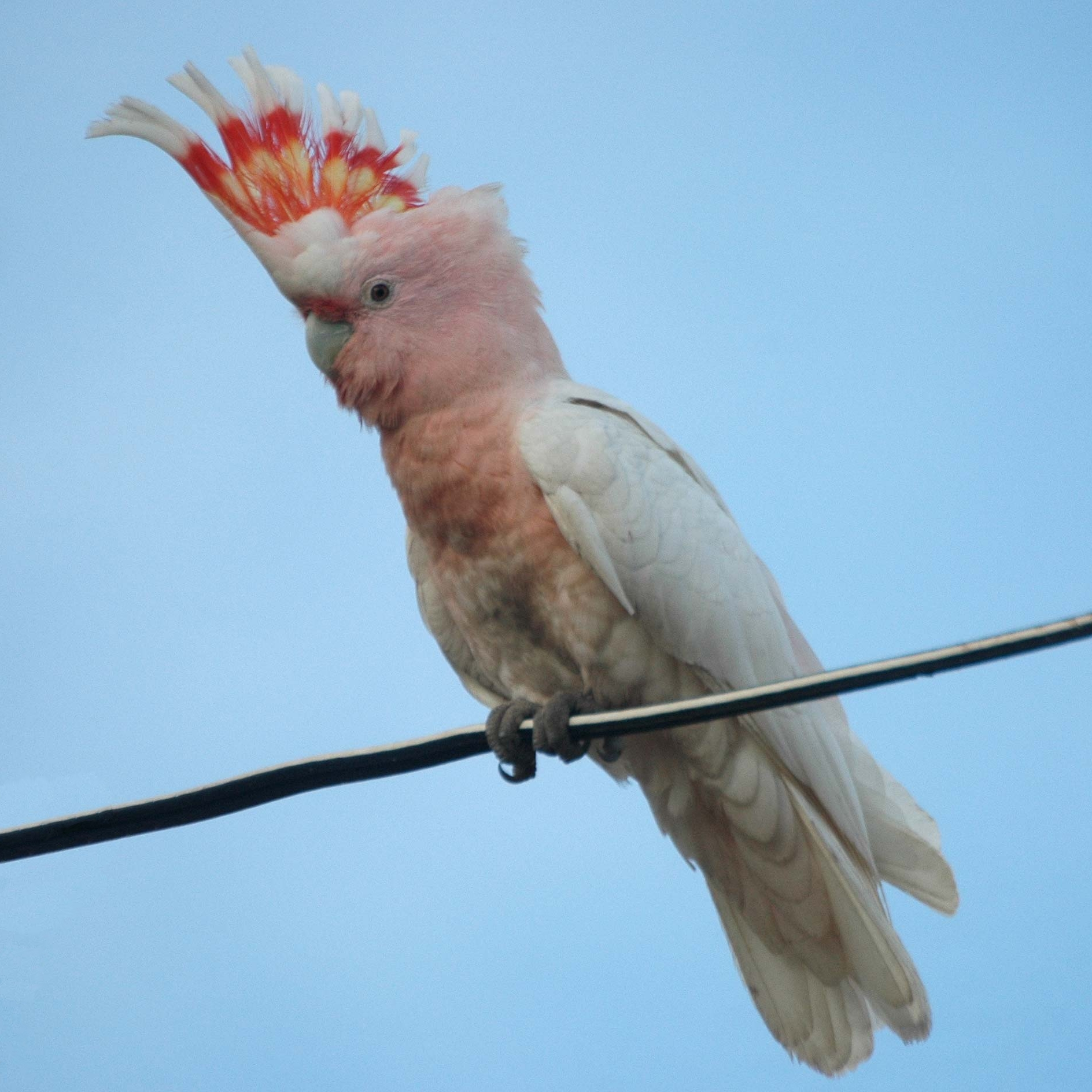
Cacatúa abanderada (Lophochroa leadbeateri).

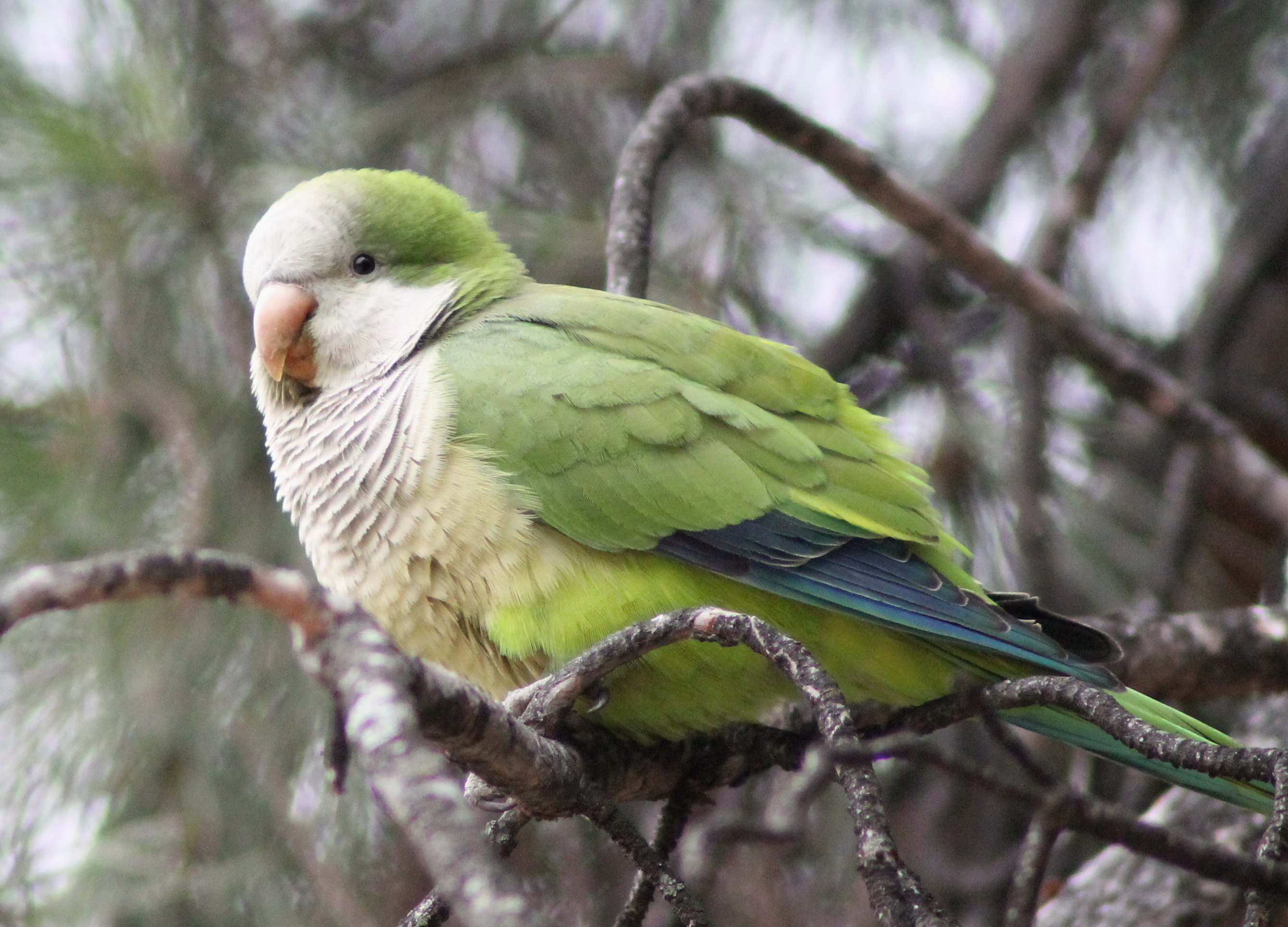
Cotorra argentina (Myiopsitta monachus).

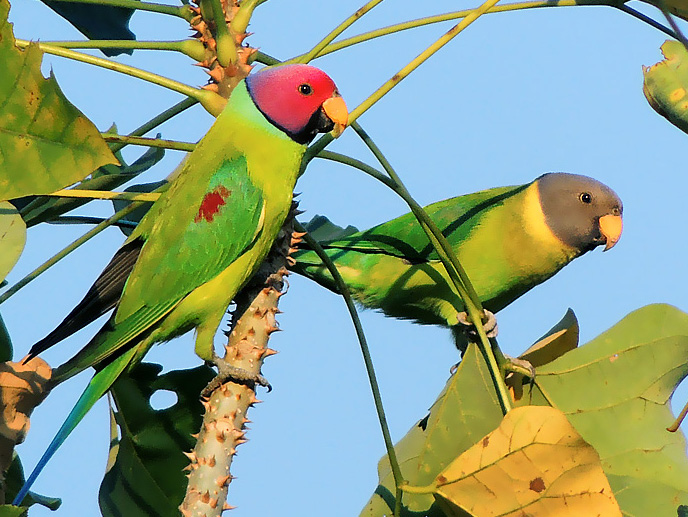
Pareja de cotorras ciruela (Psittacula cyanocephala).

La siguiente clasificación se basa en la propuesta más reciente, que a su vez se basa en las investigaciones más relevantes del campo.

#### SuperfamiliaStrigopoidea(loros de Nueva Zelanda)
- Familia Nestoridae: 2 géneros, dos especies vivas (el kea y el kaka) y varias especies extintas de la región neozelandesa.
- Familia Strigopidae: el no volador kakapo en peligro de extinción.

#### SuperfamiliaCacatuoidea(cacatúas)
- Familia Cacatuidae
  - Subfamilia Nymphicinae: 1 género con una especie, la cacatúa ninfa.
  - Subfamilia Calyptorhynchinae: cacatúas negras
  - Subfamilia Cacatuinae
    - Tribu Microglossini: 1 género con una especie, la cacatúa enlutada (también negra).
    - Tribu Cacatuini: 4 géneros de cacatúas blancas, rosadas y grises.
    - Tribu Lophochroa: 1 género con una especie, la cacatúa abanderada.

#### SuperfamiliaPsittacoidea(loros típicos)
- Familia Psittacidae
  - Subfamilia Psittacinae: dos géneros africanos, Psittacus y Poicephalus.
  - Subfamilia Arinae, loros neotropicales:
    - Tribu Arini: 15 géneros de guacamayos y afines.
    - Tribu Androglossini: 7 géneros de loros neotropicales de cola corta.
    - Incertae sedis: 10 géneros.
      - Pionites (2 especies)
      - Deroptyus (1 especie, el loro cacique)
      - Hapalopsittaca (4 especies)
      - Nannopsittaca (2 especies)
      - Psilopsiagon (2 especies, anteriormente en Bolborhynchus)
      - Bolborhynchus (3 especies)
      - Touit (8 especies)
      - Brotogeris (8 especies)
      - Myiopsitta (1 o 2 especies)
      - Forpus (7 especies)
- Familia Psittrichasiidae
  - Subfamilia Psittrichasinae: una especie, el loro aguileño.
  - Subfamilia Coracopsinae: un género con dos especies vivas de Madagascar e islas circundantes.
- Familia Psittaculidae
  - Subfamilia Platycercinae
    - Tribu Pezoporini: pericos terrestres y afines.
    - Tribu Platycercini: pericos de cola ancha.

  - Subfamilia Psittacellinae: 1 género (Psittacella) con varias especies.
  - Subfamilia Loriinae
    - Tribu Loriini: loris.
    - Tribu Melopsittacini: una especie, el periquito común.
    - Tribu Cyclopsittini: loritos de higuera.

  - Subfamilia Agapornithinae: 3 géneros de inseparables y afines.
  - Subfamilia Psittaculinae
    - Tribu Polytelini: 3 géneros de papagayos y pericos de Australasia.
    - Tribu Psittaculini: loros asiáticos.
    - Tribu Micropsittini: microloros.

## Morfología

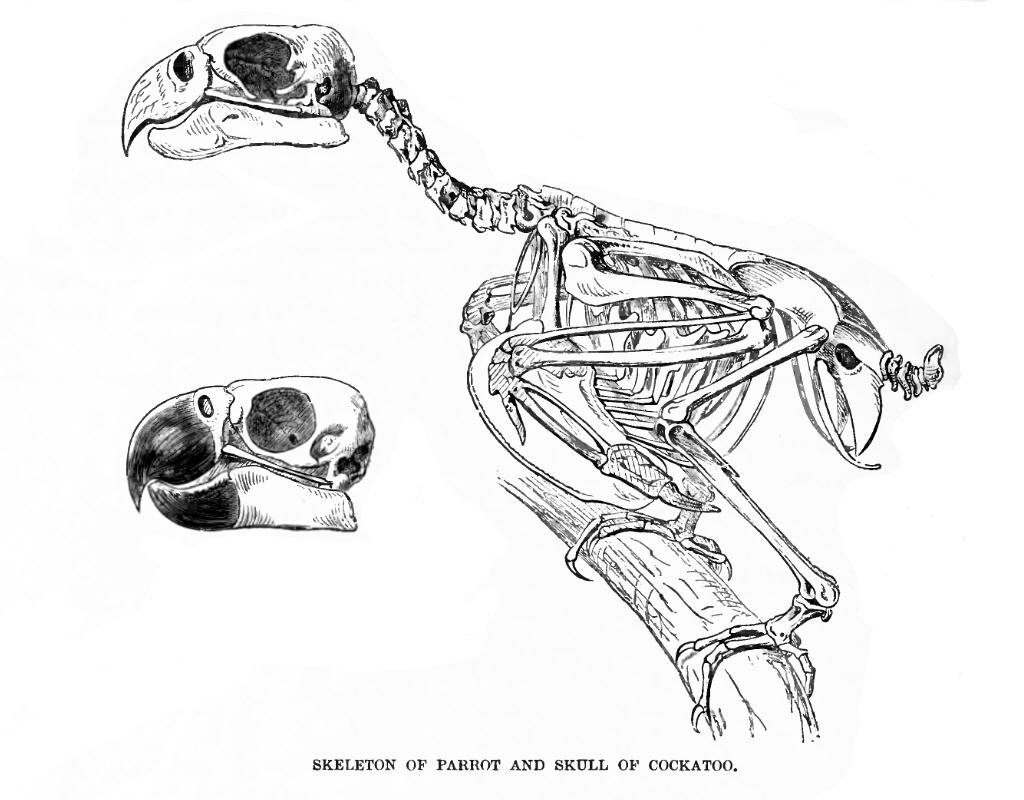
Esqueleto de un loro.

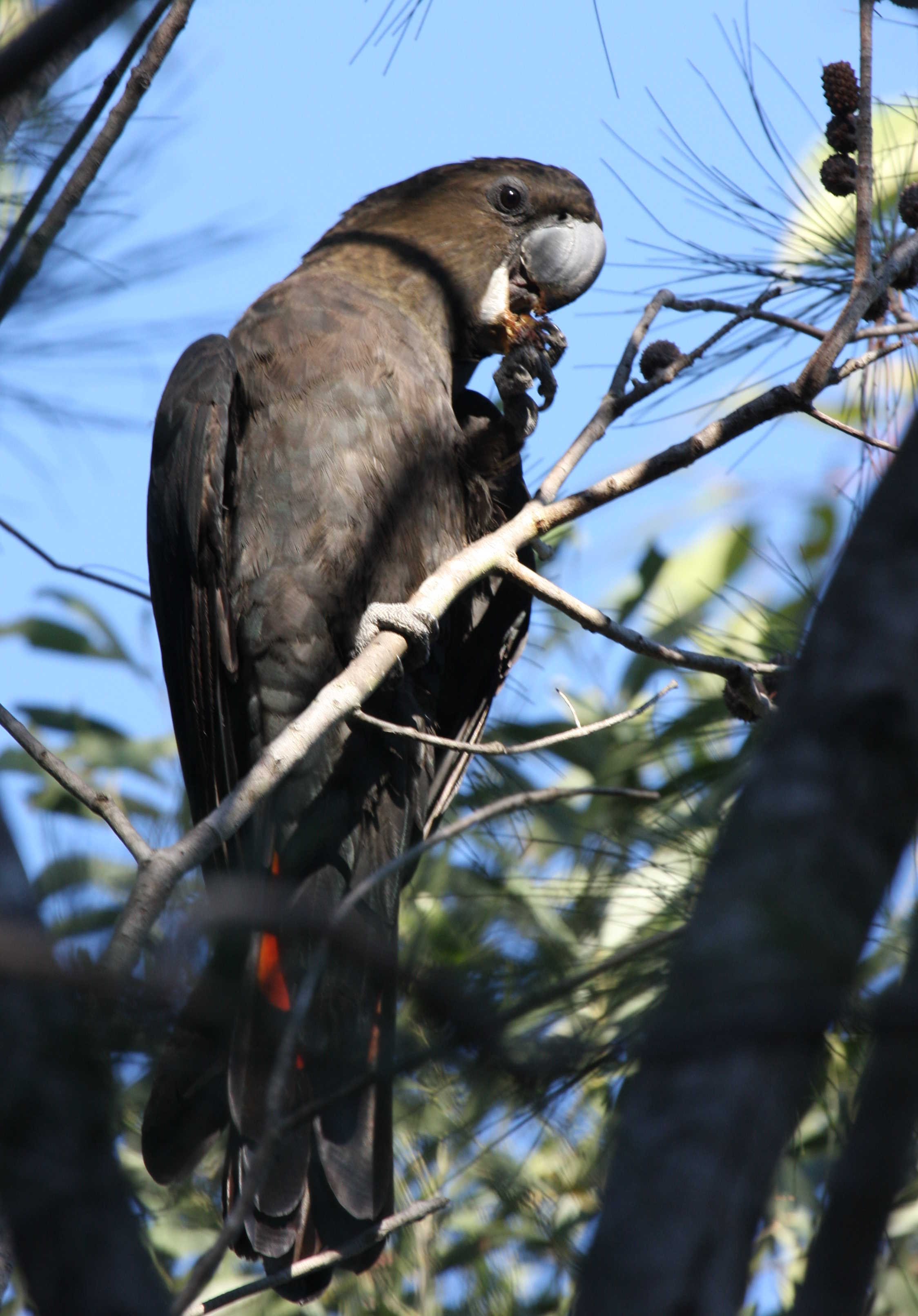
En esta cacatúa lustrosa se aprecia el robusto pico, sus garras y la posición lateral de sus ojos, característicos del grupo.

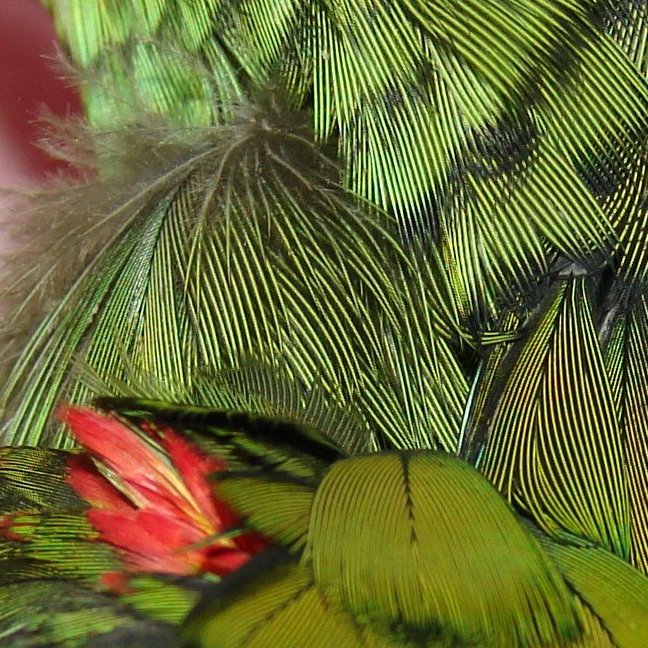
Plumas de loro cabeza amarilla. El componente azul de la coloración verde de las plumas es debido a la dispersión de la luz mientras que el amarillo es debido a un pigmento.

El tamaño de las especies vivas oscila entre los 8 cm y 10 g del microloro pusio, y el metro de longitud del guacamayo azul y los cuatro kilogramos del kakapo. Comparando las tres superfamilias, las tres especies supervivientes de Strigopoidea son todas de gran tamaño, y las cacatúas tienden a ser también aves de gran porte. Los miembros de Psittacoidea son mucho más variables, y su espectro de tamaños es el más amplio.
Su característica física más obvia es su pico robusto y curvado. La mandíbula superior es prominente curvado hacia abajo y se estrecha hasta terminar en punta. No está fusionado al cráneo, por lo que tiene cierto movimiento independiente que contribuye a tremenda presión de mordida que pueden ejercer. La mandíbula inferior es más corta, está inclinada hacia arriba, tiene bordes cortantes y se mueve contra la parte plana de la mandíbula superior en forma de yunque. Tienen receptores táctiles a lo largo de los bordes interiores de la queratina del pico, que son conocidos colectivamente como «órgano del la punta del pico», lo que les permite usarlo en manipulaciones muy diestras. Las especies que se alimentan de semillas tienen una lengua muy fuerte (que contiene receptores táctiles similares a los del pico), que les ayuda a manipular o colocar las semillas en el pico para pelarlas o cascarlas. Su cabeza es grande, con los ojos en posición lateral y alta por lo que el campo visual de los loros es muy amplio. Sin girar la cabeza un loro puede ver desde casi la punta de su pico hasta bastante detrás de la cabeza. Además tienen un campo de visión binocular frontal bastante amplio, aunque no tanto como las rapaces o los primates.
Los psitaciformes tienen pies zigodáctilos, fuertes y con largas garras, que usan para trepar y colgarse. La mayoría de las especies pueden usarlas además para manipular otros objetos con un alto grado de destreza, de forma similar a como los humanos usamos las manos. Un estudio demostró que los loros australianos muestran lateralidad, preferencia a usar una pata a la otra, por lo que los adultos eran mayoritariamente diestros o zurdos, dependiendo de la especie.
Las cacatúas tienen un penacho de plumas eréctiles en la parte superior de su cabeza que pueden desplegar o retraer. Los loros carecen este tipo de crestas, aunque los loritos de los géneros Vini y Phigys pueden poner de punta las plumas de su píleo y nuca, y el loro cacique puede erguir el abanico de plumas que tiene en su nuca y parte posterior del cuello. El color predominante del plumaje de los loros es verde, aunque la mayoría de las especies tienen algo de rojo, azul, amarillo y otros colores en diversas cantidades. Las cacatúas son la principal excepción del grupo, ya que a lo largo de su evolución han perdido el verde y el azul de sus plumajes, y son predominantemente blancas o negras, aunque también presentan algo de rosa, rojo o amarillo. La coloración de las plumas de los loros se debe tanto a los pigmentos, como a estructuras especiales (como la textura de Dyck) que dispersan la luz originando la aparición de colores como el azul. En cambio la coloración de las cacatúas se debe solo a los pigmentos. Los grandes dimorfismos sexuales en el plumaje no son típicos de los psitaciformes, aunque hay notables excepciones, siendo el más extremo el del loro eclecto.

## Distribución y hábitat

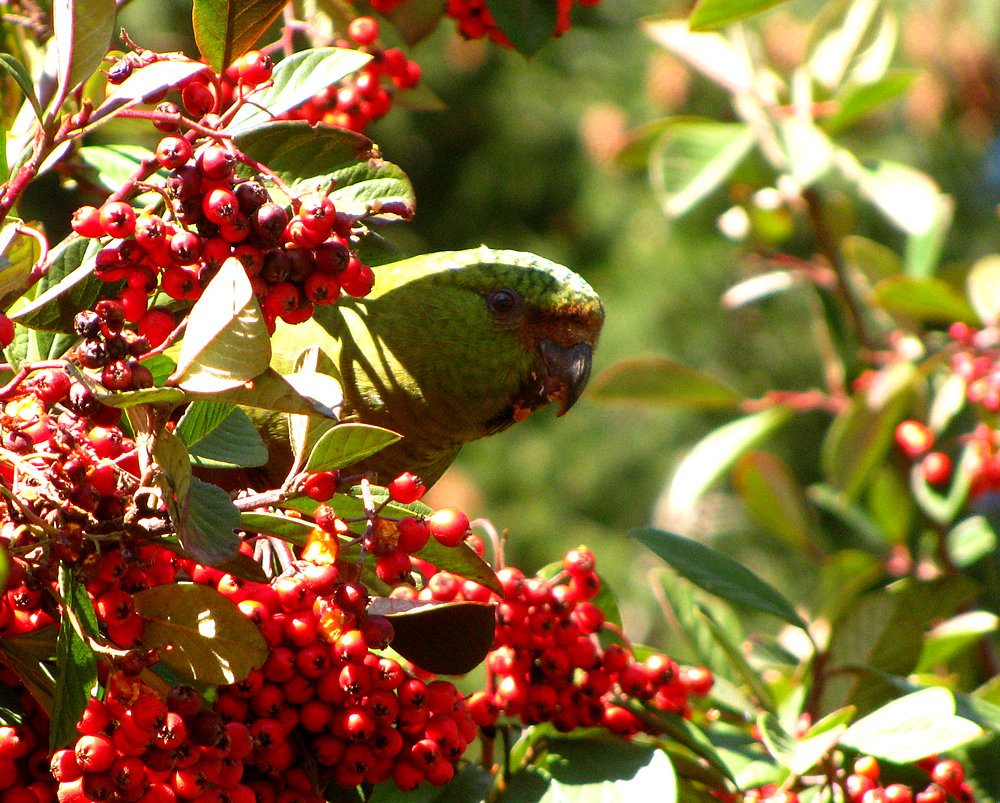
La mayoría de los psitaciformes están en los trópicos pero algunas especies como la cotorra cachaña habitan en regiones templadas.

Los psitaciformes se encuentran en las regiones tropicales y subtropicales de todos los continentes: Oceanía, América del Sur y Central el sur de Asia y el África subsahariana. Algunas islas del Caribe y el Pacífico son el hogar de especies endémicas. La mayoría de las especies se encuentran en Australasia y Sudamérica, aunque la superfamilia de los loros verdaderos, Psittacoidea, se extiende por Australia, Nueva Guinea, el sur de Asia, África y América. Los loris se extienden desde Célebes y las Filipinas hasta la Polinesia Francesa incluido el norte de Australia, estando su mayor diversidad alrededor de Nueva Guinea. Los microloros, tribu Micropsittini, se agrupan en un género restringido a Nueva Guinea. Los loros de pico ancho, subfamilia Platycercinae, se encuentran únicamente en Australia, Nueva Zelanda y las islas del Pacífico hasta Fiyi. La subfamilia Arinae que comprende a todos los loros neotropicales, incluidos los amazonas, guacamayos y cotorras se extiende desde el norte de México y las Bahamas hasta Tierra de Fuego. El centro de la diversidad de las cacatúas es Australia y Nueva Guinea, aunque se encuentran especies en el resto de Oceanía hasta las islas Salomón (y anteriormente había una en Nueva Caledonia), la Wallacea y las Filipinas. La superfamilia Strigopoidea contiene tres especies vivas de extraños loros confinados en Nueva Zelanda.
Algunas especies de loros habitan en las regiones templadas de América del Sur, Nueva Zelanda y el sur de Asia. En el pasado una especie, la Conuropsis carolinensis vivía en Norteamérica pero fue cazada hasta su extinción a principios del siglo XX. Varios loros se han introducido en zonas templadas de Estados Unidos, y varios países de Europa como Reino Unido, Bélgica y España. En esta última la cotorra monje ha conseguido asentarse y se encuentran numerosas poblaciones alrededor de muchas ciudades.
Pocos psitaciformes son totalmente sedentarios o migratorios. La mayoría se encuentra entre los dos extremos, realizan desplazamientos regionales poco conocidos en busca de alimento, y algunos mantienen vidas completamente nómadas.

## Comportamiento
El estudio de los psitaciformes presenta numerosos retos, son difíciles de atrapar y marcar. La mayoría de los estudios sobre aves silvestres se basan en el anillamiento o el etiquetado de las alas para obtener datos de su comportamiento, pero los loros los rompen y arrancan estos dispositivos con el pico. Los psitaciformes tienden a dispersarse mucho y por consecuencia hay mucha falta de datos respecto a ellos. Algunos tienen un vuelo vigoroso y directo. La mayoría de sus especies pasan la mayor parte de su tiempo posados o trepando por las copas de los árboles. Con frecuencia usan su pico para ayudarse a trepar agarrándose con él o usándolo para alcanzar las ramas u otros soportes. En el suelo los psitaciformes con frecuencia andan con paso ondulante.

### Alimentación
La dieta de los psitaciformes se compone de semillas, frutos, néctar, polen, yemas, y algunos artrópodos y otras presas pequeñas. La más importante de estas fuentes para los loros y las cacatúas son las semillas, lo que explica principalmente la evolución de su gran y robusto pico como una adaptación a abrir y consumir semillas. Todos los loros verdaderos salvo el loro aguileño usan la misma técnica para sacar la semilla de su cáscara: agarrar la semilla entre sus mandíbulas y partirla con la inferior, mientras se gira para quitar los restos de cáscara. A veces usan su pata para agarrar las semillas grandes en su lugar. Los psitaciformes son más destructores de semillas que dispersores, y en muchos casos donde se registra que consumen frutos solo la consumen para conseguir su semilla. Como muchas semillas tienen venenos para protegerse, los loros quitan con cuidado sus envolturas y otras partes del fruto que están defendidas químicamente antes de ingerirlas. Muchas especies de América, África y Papúa Nueva Guinea ingieren arcilla tanto para obtener minerales como para que absorban las sustancias tóxicas de sus intestinos.

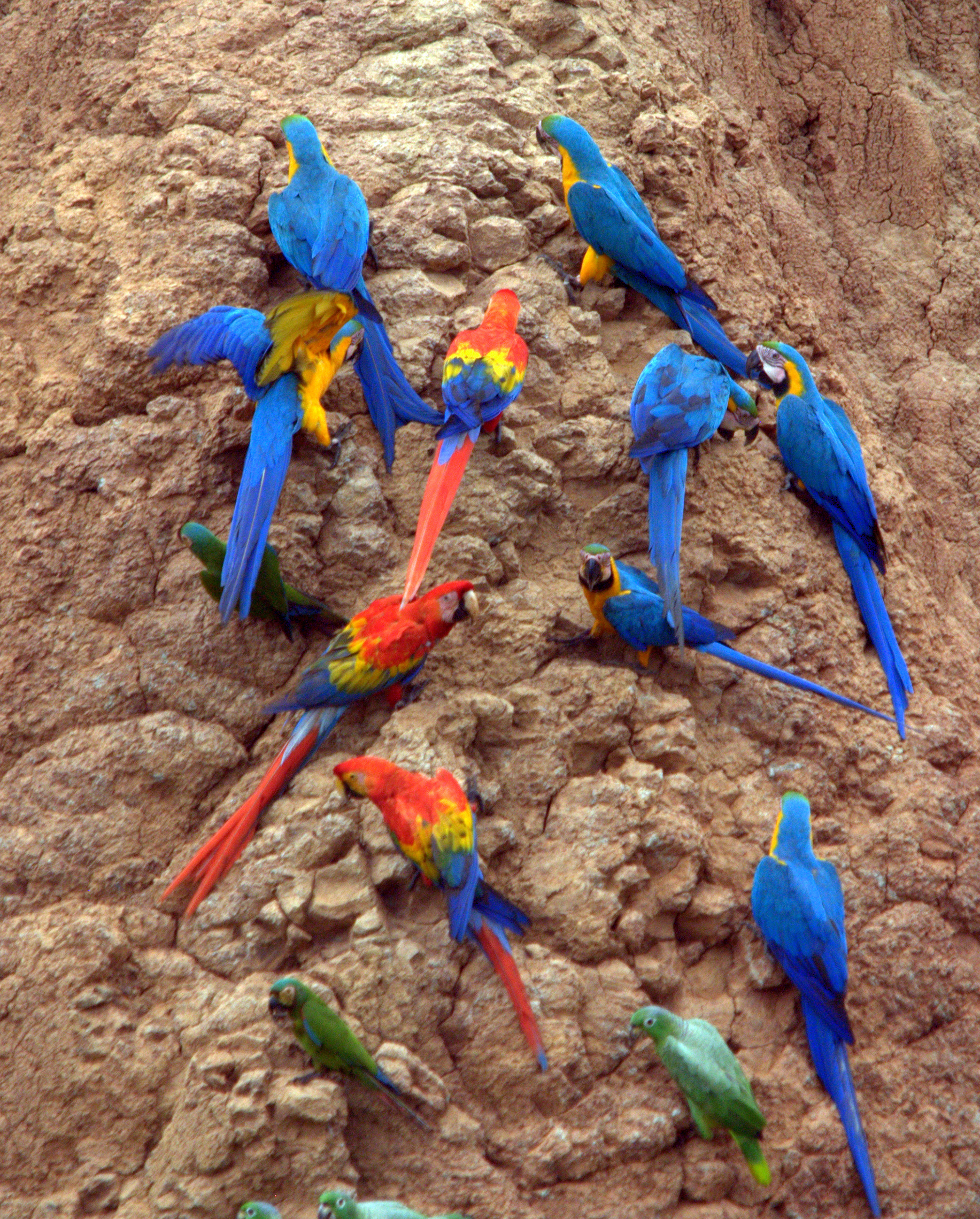
Guacamayos en un terraplén para consumir arcilla.

Los loris, lorículos y el periquito migrador comen principalmente néctar y polen, por lo que tienen la punta de la lengua en forma de cepillo para recolectar esta fuente de alimento, y además tienen sus intestinos adaptados para ello. Otras especies también consumen néctar ocasionalmente cuando está disponible.
Además de alimentarse de semillas y flores, algunas especies capturan pequeños animales, especialmente larvas de invertebrados. catita alidorada caza caracoles de agua, aunque los casos de depredación de mayor envergadura los protagoniza el kea de Nueva Zelanda que mata petreles juveniles y ataca a las ovejas causándoles indirectamente la muerte. Otro loro neozelandés, el perico de las antípodas, entra en las madrigueras donde anidan los paíños dorsigrises y mata a los adultos que están incubando. Algunas cacatúas y el kākā arrancan la corteza de los árboles y perforan la madera para conseguir larvas; la mayor parte de la dieta de la cacatúa fúnebre coliamarilla se compone de insectos.

### Reproducción
Aunque hay algunas excepciones, los psitaciformes suelen ser aves monógamas que anidan en cavidades y que no mantienen territorios más allá de su lugar de anidamiento. Los lazos de pareja de los loros y las cacatúas son fuertes y las parejas se mantienen unidas fuera de la estación de cría, incluso cuando se unen a grandes bandadas. Como muchas aves los lazos de pareja se forman tras una exhibición de cortejo, que son relativamente simples en el caso de las cacatúas. En las psitácidas la exhibición de cortejo generalmente la realiza el macho, e incluye paradas de pasos deliberadamente lentos y el denominado «destello de ojos», donde contráen las pupilas de los ojos para mostrar el borde del iris. las parejas usan el acicalado mutuo para mantener su lazo. La cría cooperativa es extremadamente rara entre los psitaciformes, y solo se ha demostrado de forma inequívoca en el aratinga guaruba (que también muestra poligamia, o reproducción en grupo, en la que varias hembras contribuyen en la misma puesta).

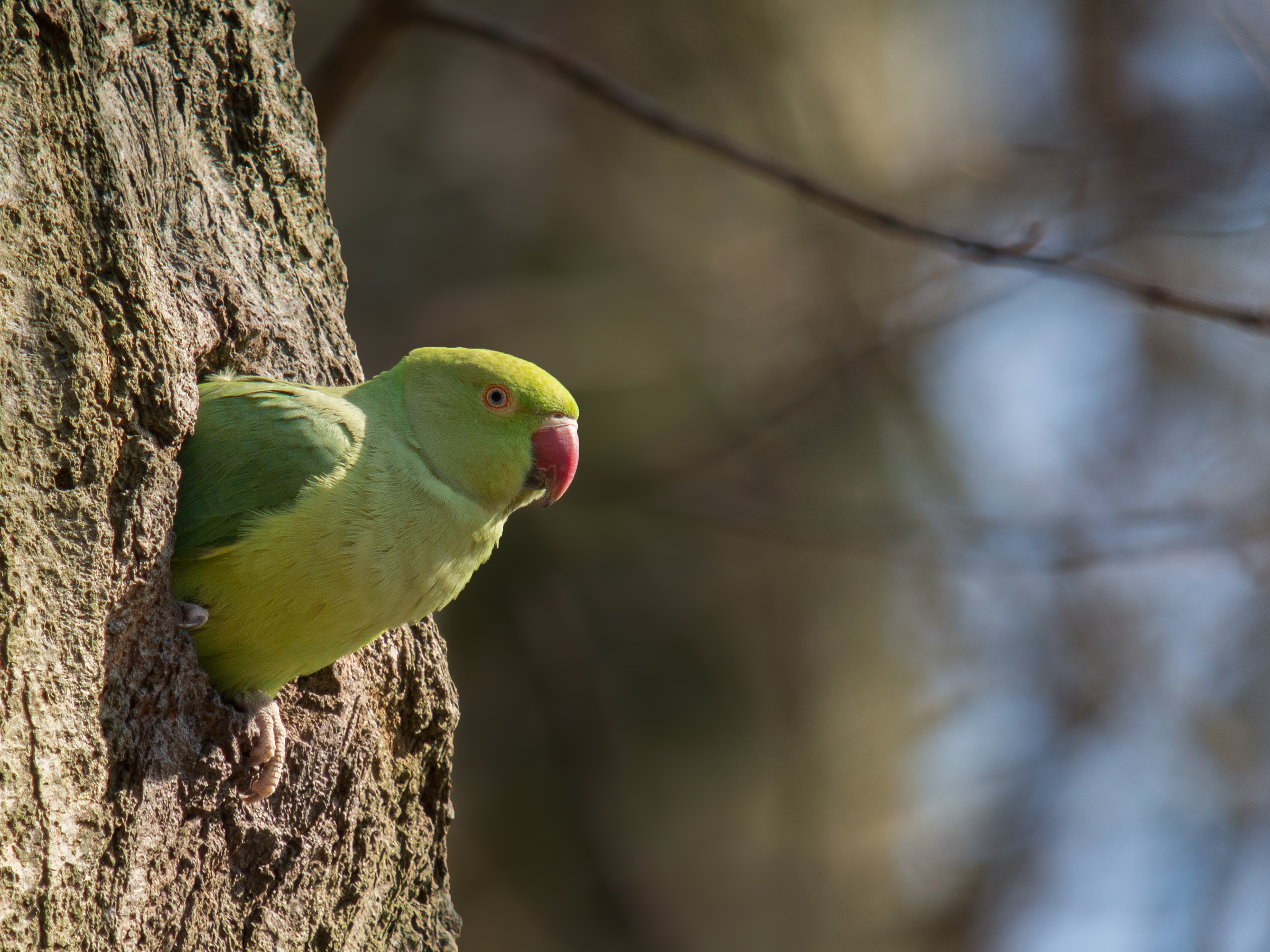
La mayoría de los psitaciformes como la cotorra de Kramer anidan en cavidades.

Solo la cotorra monje y cinco especies de Agapornis construyen su nido en las ramas de los árboles, y tres loros terrestres de Australia y Nueva Zelanda anidan sobre el suelo. Todos los demás loros y cacatúas anidan en cavidades tanto en los huecos de los árboles como en madrigueras o cavidades en los taludes y acantilados o el suelo. El uso de hoyos en los taludes es más común en América. Muchas especies usan termiteros para excavar sus madrigueras, probablemente para ocultarlas o para conseguir un microclima favorable. En la mayoría de los casos los dos miembros de la pareja participan en la excavación del nido. La longitud de los hoyos varía según las especies, pero generalmente miden entre 0.5 y 2 metros. Los nidos de las cacatúas generalmente están cubiertos con palitos, astillas de madera y otros materiales vegetales. En la mayoría de especies de loros y cacatúas la disponibilidad de huecos apropiados limitan los anidamientos y suponen una intensa competencia tanto con los miembros de su especie como con otros loros y aves de otras familias. La intensidad de esta competencia puede limitar el éxito reproductivo en algunos casos. Algunas especies son coloniales siendo las mayores colonias las del loro barranquero con hasta 70.000 efectivos. La cría en colonias en los psitaciformes no es tan común como podría esperarse ya que la mayoría de las especies prefiere usar cavidades viejas a excavar nuevas.

### Inteligencia y aprendizaje

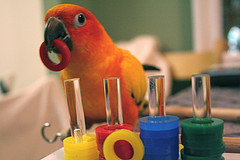
Cotorrita del sol resolviendo un rompecabezas de colores.

Los estudios realizados en cautividad a esta aves mostrado la gran inteligencia de estas aves. Aunque muchos loros son capaces de imitar la voz humana se ha demostrado científicamente que el loro yaco puede asociar las palabras con su significado y puede formar frases simples (véase Alex y N'kisi). Junto a los córvidos se considera a los psitaciformes las aves más inteligentes. La proporción del tamaño del cerebro y el cuerpo de los psitaciformes y los córvidos es comparable a la de los grandes simios. Un argumento en contra de la atribución de capacidades inteligentes a las especies de aves era que tienen una corteza cerebral relativamente pequeña, que es la parte donde se considera que está la principal área de inteligencia en otros animales. Sin embargo, las aves usan una parte diferente del cerebro, la HVC medio-rostral, como centro de su inteligencia. Las investigaciones han demostrado que estas especies tienen esta zona mayor, y el neurocientífico Harvey J. Karten de la Universidad de California en San Diego, que estudió la fisiología de las aves, descubrió que la parte inferior de las aves funcionalmente es similar a la de los humanos. Los loros no solo demostraron inteligencia en sus capacidades de usar el lenguaje las pruebas científicas, algunas especies como el kea también muestran una gran habilidad en el uso de herramientas y resolviendo puzles.
Aparentemente el aprendizaje es muy importante en la primera etapa de la vida de todos los psitaciformes, y la mayor parte de su aprendizaje es aprendizaje social. Las interacciones sociales se practican a menudo con los hermanos, y en varias especies se forman guarderías formadas por varias nidadas, y éstas también son importantes para el desarrollo de sus habilidades sociales. Los comportamientos asociados a la obtención de alimento generalmente los aprenden de sus padres, y esta tarea puede ocupar una etapa muy prolongada. Los juveniles de las especies especialistas generalmente se independizan antes de sus padres que las generalistas o parcialmente especializadas que tienen que aprender más habilidades durante un periodo más prolongado para aprovechar la variedad de recursos disponibles. El juego desempeña un papel importante en el aprendizaje de los psitaciformes, puede ser en solitario y relacionado con las habilidades motoras, o social. Algunas especies juegan a luchar con distintas intensidades para aprender a escapar de los depredadores. La ausencia de estímulos puede retrasar el desarrollo de los polluelos, como se demostró en un estudio en el que se mantuvo a un grupo de loros vasa en pequeñas cajas con pollos domésticos desde la edad de tres meses. A los 9 meses se comportaban casi como los polluelos de 3 meses de edad, aunque habían adoptado algunos comportamiento de las gallinas. De forma similar las aves en cautividad de los zoos o las mascotas domésticas si no reciben estimulación suficiente desarrollan comportamientos estereotipados y autolesivos como el autodesplumado. Los avicultores que trabajan con estas aves saben que necesitan enriquecimiento ambiental para mantener estimulados a los loros y cacatúas.

#### Imitación de sonidos y voz
Muchos psitaciformes pueden imitar la voz humana y otros sonidos. Un estudio realizado por Irene Pepperberg mostró la gran capacidad de aprendizaje lingüístico de un loro yaco llamado Alex. Alex fue adiestrado para usar palabras para identificar objetos, describirlos, contarlos y responder a preguntas complejas como «¿Cuantos cuadrados rojos hay?» con un 80% de acierto. N'kisi, otro loro yaco, consiguió tener un vocabulario de unas mil palabras aproximadamente, que usaba en contexto y en frases correctamente construidas, y además demostró capacidad para inventar nuevas.
Los psitaciformes no tienen cuerdas vocales, consiguen realizar los sonidos expulsando aire por la abertura de una tráquea bifurcada. Los distintos sonidos se producen al cambiar la profundidad y la forma de la tráquea. Se sabe que los loros yaco de todas las subespecies son los que tienen la mayor capacidad para imitar sonidos y la voz humana. Esta habilidad convierte a los loros en mascotas muy apreciadas desde tiempos antiguos hasta la actualidad. En el Masnavi, una obra persa escrita en 1250 por Rumi, se menciona los métodos para entrenar a los loros a hablar.
Aunque la mayoría de los psitaciformes son capaces imitar la voz humana, algunas especies tienen más capacidad que otras. Se considera que tras los loros yaco los mejores imitadores del habla son las amazonas de entre todos los loros. La cuestión de por qué estas aves imitan sonidos permanece abierta, pero se ha encontrado una correlación entre los que mejor lo hacen y los que puntúan más alto en las pruebas de resolución de problemas. Se ha observado que los loros yaco silvestres imitan los sonidos de otras aves en la naturaleza. Pero no se ha observado este comportamiento en otras especies de loros.

#### Cooperación
En la revista Animal Cognition se afirma que algunas aves prefieren trabajar solas, mientras que a otras les gusta trabajar juntas como a los loros yaco. Cuando hay dos loros saben el orden de las tareas necesario o cuando deben hacer algo juntos, pero tienen problemas a la hora de intercambiar los papeles. Cuando hay tres loros generalmente uno de ellos prefiere cooperar con uno de los otros dos, pero todos ellos cooperan para resolver la tarea.

## Relación con los humanos
Los humanos y los psitaciformes tienen relaciones complicadas. Económicamente pueden beneficiar a las comunidades a obtener ingresos por el comercio de mascotas o como atractivo turístico. Pero algunas especies son consideradas plagas para agrigultura, especialmente las cacatúas en Australia. Algunos psitaciformes se han beneficiado de los cambios realizados en el medio ambiente realizados por los humanos y han extendido su área de distribución a causa de la actividad agrícola, pero la mayoría de las especies se encuentran en el caso contrario.
Existen varias profesiones dedicadas a los psitaciformes. Los cuidadores de zoos y acuarios se encargan de cuidar y entrenarlos. Algunos veterinarios se especializan en el tratamiento de aves y en especial de psitaciformes. Algunos biólogos estudian las poblaciones salvajes de aves para conocerlas y ayudar en su conservación. Además muchos avicultores crían y venden loros destinados a ser mascotas.
Decenas de millones de individuos han sido sacados de la naturaleza, y se ha comerciado con ellos en mayores cantidades que ningún otro grupo de animales silvestres. Muchos psitaciformes todavía están amenazados por este tráfico además de por la pérdida de hábitat, la depredación y competencia de especies introducidas, y la caza por su carne y plumas. Algunas especies se consideran plagas para los cultivos, que se comen la fruta, el grano y otras cosechas, pero otras proporcionan beneficios económicos por el ecoturismo y la observación de aves.

### Mascotas

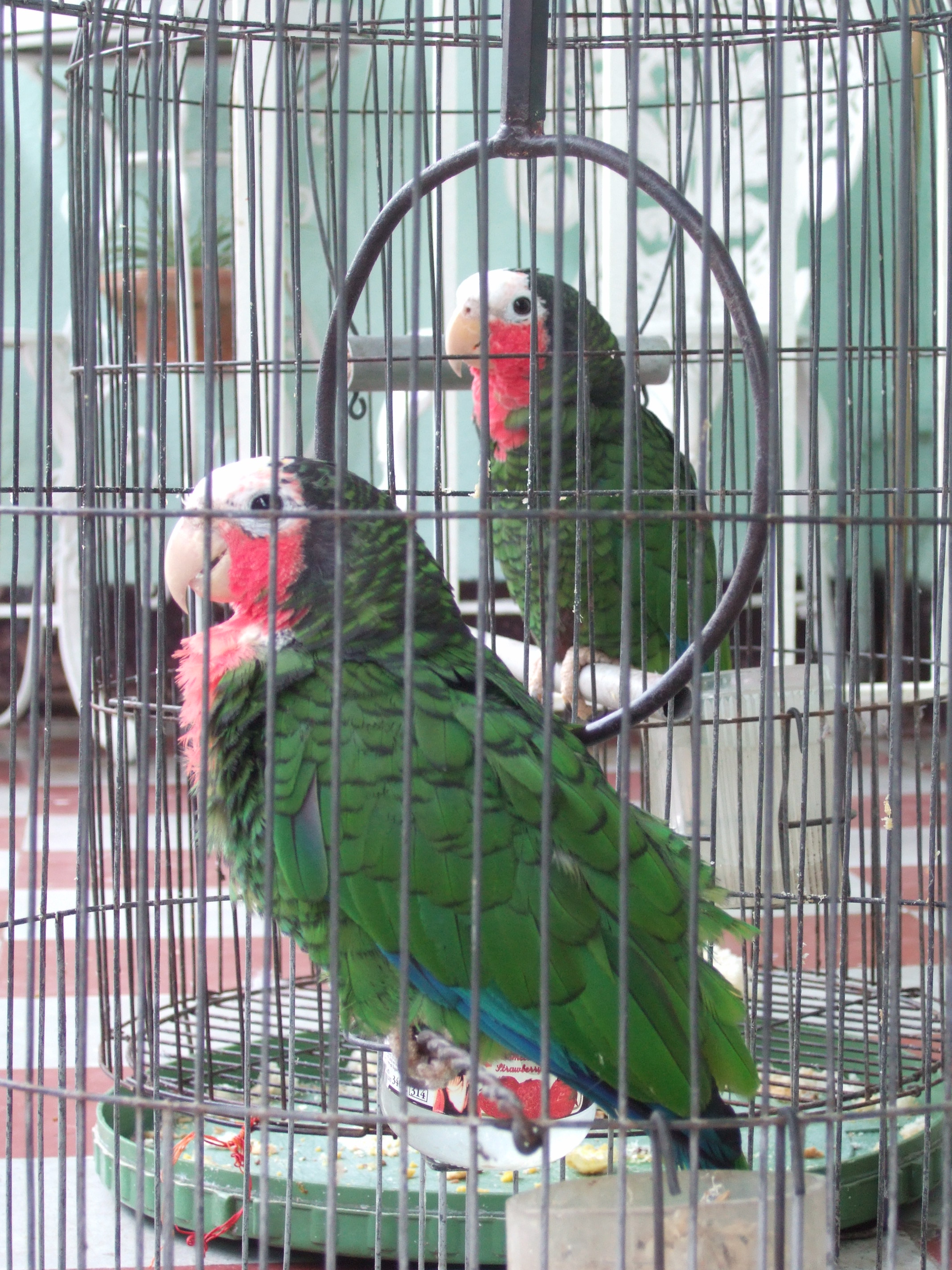
Loros cubanos domésticos.

Invariablemente los loros y las cacatúas son mascotas que requieren una enorme cantidad de atención, cuidado y estimulación intelectual para desarrollarse correctamente, similares a los que necesita un niño de tres años, por lo que mucha gente no es capaz de proporcionárselos a largo plazo. Los individuos que se crían para ser mascotas deben ser alimentados a mano por personas o acostumbrarse a la interacción con humanos desde edad temprana para que confíen en ellos y puedan ser domesticados. Sin embargo, incluso las aves alimentadas a mano pueden volverse agresivas y morder por arrebatos hormonales, si se manejan inadecuadamente o se entrenan deficientemente. Los loros no son en absoluto mascotas de bajo nivel de mantenimiento. Necesitan para mantenerse sanos alimentación especializada, limpieza y cuidados del plumaje, atención veterinaria, enriquecimiento ambiental mediante dispositivos y juguetes, entrenamiento, ejercicio e interacción social con otras aves y humanos (no soportan la soledad mucho tiempo). Al ser especies de climas cálidos enferman con facilidad al exponerlos al frío, por lo que hay que controlar cuidadosamente la temperatura de su vivienda. Por todo ello se debe reflexionar si se podrán atender correctamente antes de adquirirlos. Además los loros y cacatúas no son muy buenas mascotas para la mayoría de la gente ya que por sus instintos naturales son gritones y suelen destrozar cosas a mordiscos. Aunque pueden ser muy afectuosos y cariñosos cuando son inmaduros, a menudo pueden volverse ariscos y agresivos al madurar. Por ello los grupos de rescate de loros estiman que la mayoría son regalados o cambiados de casa al menos cinco veces hasta alcanzar su hogar definitivo, o mueren prematuramente por las negligencias intencionadas o involuntarias o a causa del maltrato. Desgraciadamente su capacidad para hablar, su belleza y sus llamativos colores impulsan a comprarlos a consumidores poco informados e irreflexivos. 

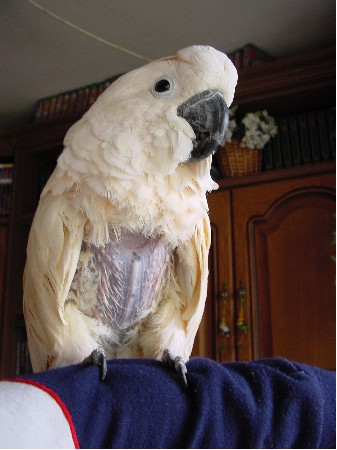
Si no reciben las atenciones y cuidados necesarios pueden sufrir trastornos mentales que se suelen manifestar con movimientos repetitivos y autodesplumado
Cacatua moluccensis.

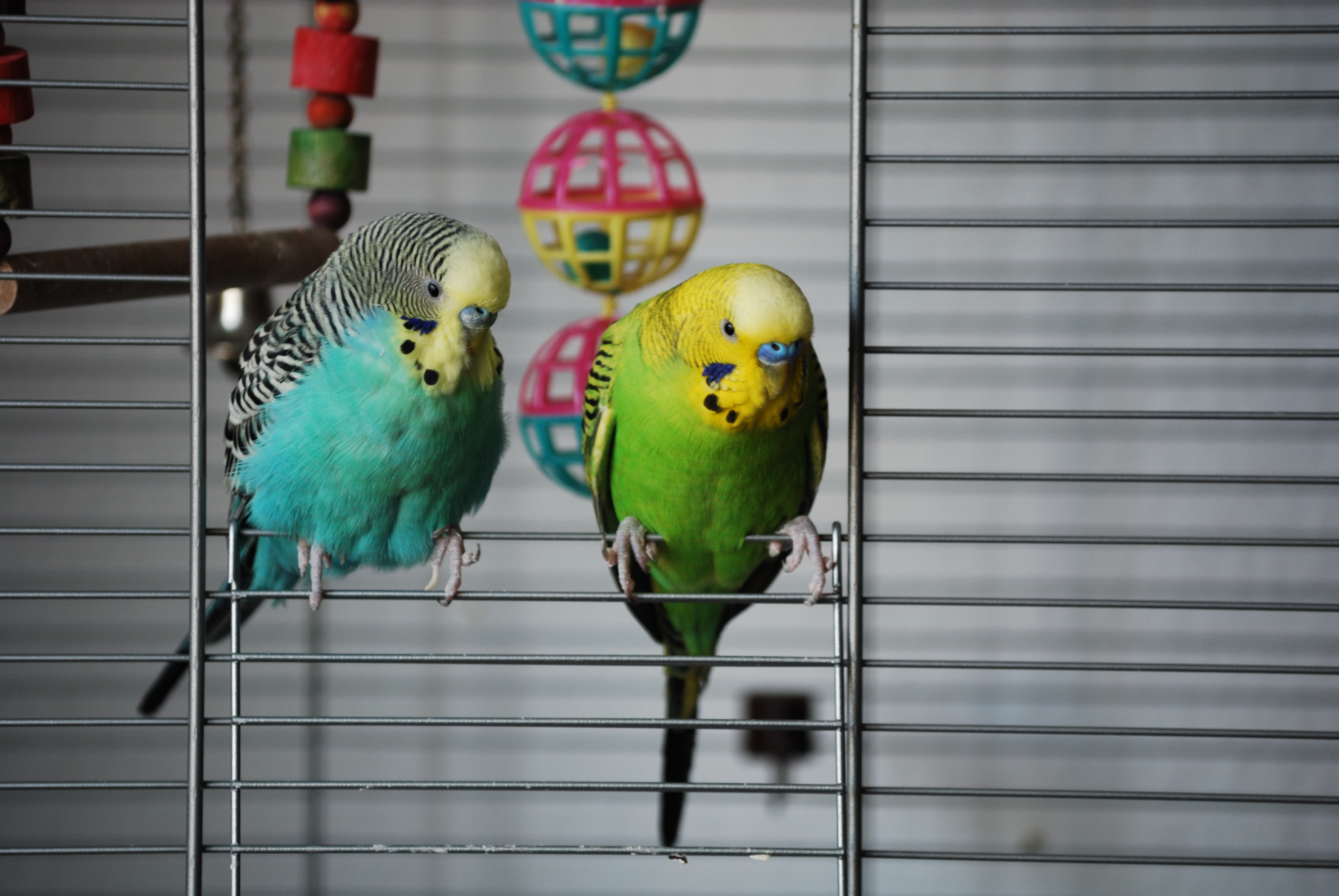
Los periquitos son las mascotas más corrientes entre los psitaciformes, seguidos por las catatúas ninfa.

En Europa hay registros de la cría de la cotorra de Kramer desde la antigüedad, en concreto en las obras de Plinio el Viejo en el siglo I. Aunque han sido apreciadas durante miles de años por su belleza y capacidad de hablar, han sido incomprendidos con frecuencia. Por ejemplo, el escritor Wolfgang de Grahl menciona en su libro de 1987 The Grey Parrot (El loro gris) que algunos importadores solo daban de beber a los loros café cuando estaban embarcados porque creían que mejoraban su supervivencia durante la travesía (en la actualidad se sabe que la cafeína del café es tóxica para las aves). Los psitaciformes domésticos generalmente se mantienen en jaulas o aviarios, aunque deberían sacarse regularmente para que hagan ejercicio y se estiren con libertad. 
Dependiendo de las regiones este tipo de mascotas procede de las capturas en la naturaleza o de la cría en cautividad, aunque en la mayoría de zonas sin psitaciformes nativos éstos se crían en cautividad. Las especies que se usan como mascotas más comúnmente son los periquitos, las cotorras, inseparables, amazonas, guacamayos, cacatúas, loros yaco, loros eclectos, loritos, loros Pionus y Poicephalus. Aunque las especies más frecuentes son las de pequeño tamaño que son menos exigentes y más fáciles de cuidar. El periquito común, un psitácido pequeño, es el más popular de todos, y la cacatúa ninfa es la más frecuente entre las cacatúas. Sus temperamentos y personalidades varían incluso entre individuos de la misma especie. Por ejemplo entre los loros yaco que se consideran los mejores parlanchines hay variaciones en su capacidad y algunos se niegan a hacerlo aunque puedan. Su nivel de ruido, su capacidad para hablar y su afecto por las personas depende a veces de cómo se cuide al ave y del nivel de atención que reciba.
Algunas especies de psitaciformes de gran tamaño, incluidas las cacatúas grandes, los guacamayos y las amazonas tienen una esperanza de vida similar a la de los humanos, con longevidades de 80 años y con algunos casos de loros que han llegado a los cien años, por lo que hay que tenerlo en cuenta a la hora de adquirirlos. Las especies más pequeñas como los periquitos, inseparables y lorículos tienen longevidades más cortas de entre 15–20 años. Algunas especies pueden ser muy ruidosas, y los psitaciformes más grandes pueden ser muy destructivos y se requiere renovar regularmente los juguetes y los elementos de sus jaulas que destrozan con sus fuertes picos. Además necesitan jaulas muy grandes. Debido a su inteligencia los psitaciformes aprenden rápidamente trucos, tanto buenos como malos, para llamar la atención o conseguir lo que quieren.
Su longevidad, sus elevadas exigencias y los rasgos salvajes que conservan como sus gritos y costumbres destructivas, hace necesario reubicar de hogar a muchos loros de gran tamaño a lo largo de sus vidas. Un problema frecuente de estos loros de gran tamaño es que son mimosos, dulces y adorables cuando son juveniles y cuando maduran se convierten en aves adultas inteligentes, complejas y exigentes que pueden sobrevivir a sus dueños y además pueden volverse agresivas y dañinas. Debido a estos problemas proliferan las mascotas sin hogar de este tipo a las que hay que practicar la eutanasia, como a los perros y gatos en los centros de control de animales, o que permanecen en las protectoras de animales. Además a los loros con frecuencia no les sienta bien la cautividad, muchos sufren problemas mentales y desarrollan comportamientos repetitivos, como balancearse sin parar o gritar incesantemente, o se arrancan sus propias plumas; comportamientos que no se dan en la naturaleza pero que son frecuentes en cautividad, por no recibir los cuidados y la atención que necesitan.

### Zoos

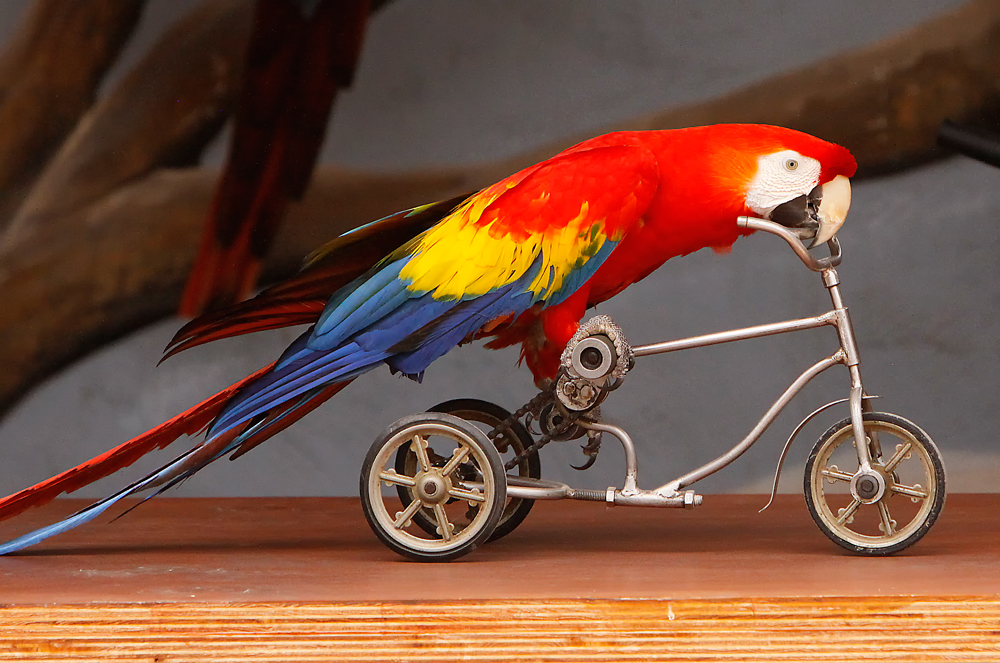
Guacamayo macao montando en triciclo en una exhibición en España.

Los psitaciformes se encuentran en la mayoría de los zoos. Algunos de ellos participan en programas de crían en cautividad y conservación de estas especies. Muchos zoos además organizan exhibiciones de loros y cacatúas amaestrados que realizan sus trucos para el divertimento de los visitantes.

### Tráfico

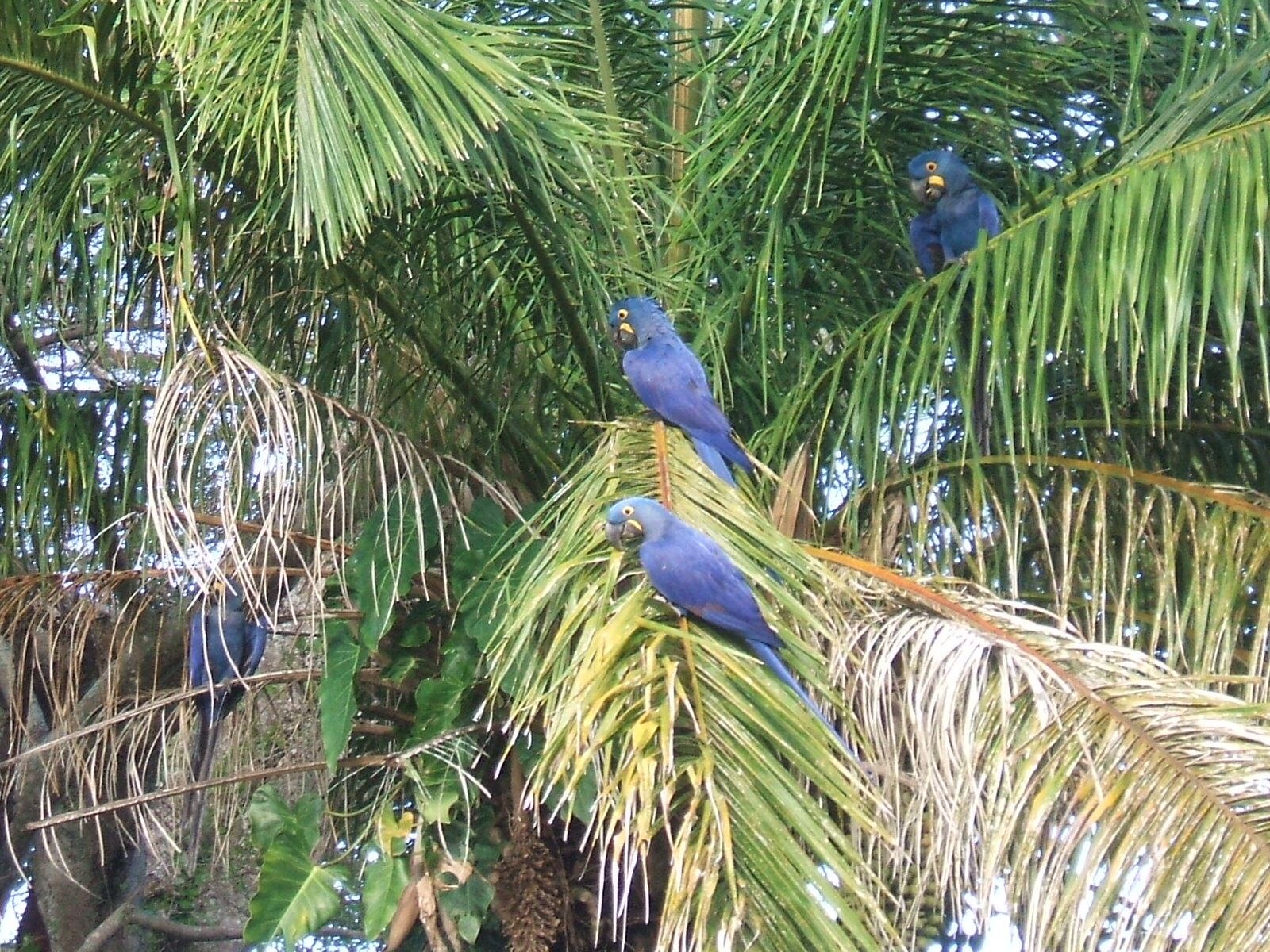
10 000 guacamayos jacintos fueron sacados de la naturaleza para el tráfico de mascotas en los años 1980.

La popularidad de estas aves como mascotas ha producido una próspero comercio a su alrededor, a veces ilegal, y algunas especies están amenazadas de extinción por su causa. La combinación de la captura de los individuos silvestres y el daño causado a sus hábitats hace difícil o imposible la supervivencia a algunas especies de psitaciformes. Por ello la importación de loros capturados en la naturaleza es ilegal en Estados Unidos y Europa. Aun así tráfico continúa. Un informe publicado en enero de 2007 presentas una clara imagen del comercio de loros salvajes en México, donde se afirma: "La mayoría de los loros capturados en México se quedan en el país para el comercio doméstico. Un pequeño porcentaje de estas capturas, del 4% al 14%, son vendidas de contrabando a Estados Unidos."
Muchas de sus especies están protegidos por el CITES. Las naciones del mundo tienen diferentes métodos para controlar el tráfico nacional e internacional. Australia prohibió la exportación de aves nativas en 1960. Tras años de campañas de las ONGs y varios brotes de la gripe aviar, en julio de 2007 la Unión Europea prohibió definitivamente la importación de cualquier ave capturada de la naturaleza. Antes de la prohibición temporal de octubre de 2005, la Unión Europea importaba aproximadamente dos millones de aves al año, alrededor del 90% del comercio mundial, cientos de miles de las cuales eran loros.

### En la cultura

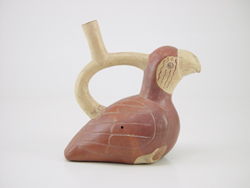
Cerámica moche de un guacamayo
(200 d.C. en el Museo Larco, Lima).

Los psitaciformes aparecen en las leyendas, religión, historias, literatura, el arte y el cine de los humanos desde haces miles de años. Hay registros en obras tan antiguas como la fábula de Esopo El loro y la gata (alrededor del 600 a. C.), el poema de Ovidio El loro muerto, o los bestiarios medievales. Y en la actualidad se les dedican libros enteros como Parrot Culture (la cultura de los loros).
Tanto en la prehistoria como en la época moderna las plumas de los psitáciformes se han usado en ceremonias y como elementos decorativos. Y han sido mascotas de los hombres desde tiempos inmemoriales.

Cuadro de Jakob Bogdani con dos guacamayos y una cacatúa (1710).

Una leyenda de las islas Marquesas relata las aventuras del héroe Laka que tiene que realizar un largo y peligroso viaje a Aotona, en las actuales islas Cook, para conseguir unas valiosas plumas de un loro rojo para regalárselas a su hijo y su hija. En el viaje cien de sus ciento cuarenta remeros mueren de hambre durante la travesía, pero los supervivientes que llegan a Aotona capturas suficientes loros como para llenar 140 bolsas con sus plumas. En al menos algunas versiones las plumas se conseguían desplumándolos sin matarlos.
En la actualidad los psitaciformes aparecen en muchos medios de comunicación. Hay revistas dedicadas a ellos y sus cuidados como mascotas y a la conservación de las aves. Protagonizan películas de ficción como Paulie y Río, y documentales como The Wild Parrots of Telegraph Hill.
Los loros también han sido considerados sagrados. En la Cultura moche del antiguo Perú se adoraba a estas aves y a menudo se representaban en su arte.
Los loros son usados como símbolos nacionales. En la bandera de Dominica aparece un loro. El loro de San Vicente es el ave nacional de San Vicente y las Granadinas, una pequeña nación del Caribe.
Los loros son populares en las leyendas budistas y aparecen con frecuencia en sus obras. Por ejemplo Amitābha (una personificación celestial de Buda) se transformó en loro para ayudar en la predicación y la conversión de la gente. Otra leyenda cuenta como un loro cuando el bosque se incendió empezó a llevar agua e intentó apagar las llamas. Al ver la acción del loro el gobernante de los cielos se conmovió y mandó la lluvia para apagar el incendio. En la iconografía del budismo chino a veces se representa a un loro volando a la derecha de Guan Yin sujetando un rosario en su pico.

### Poblaciones asilvestradas

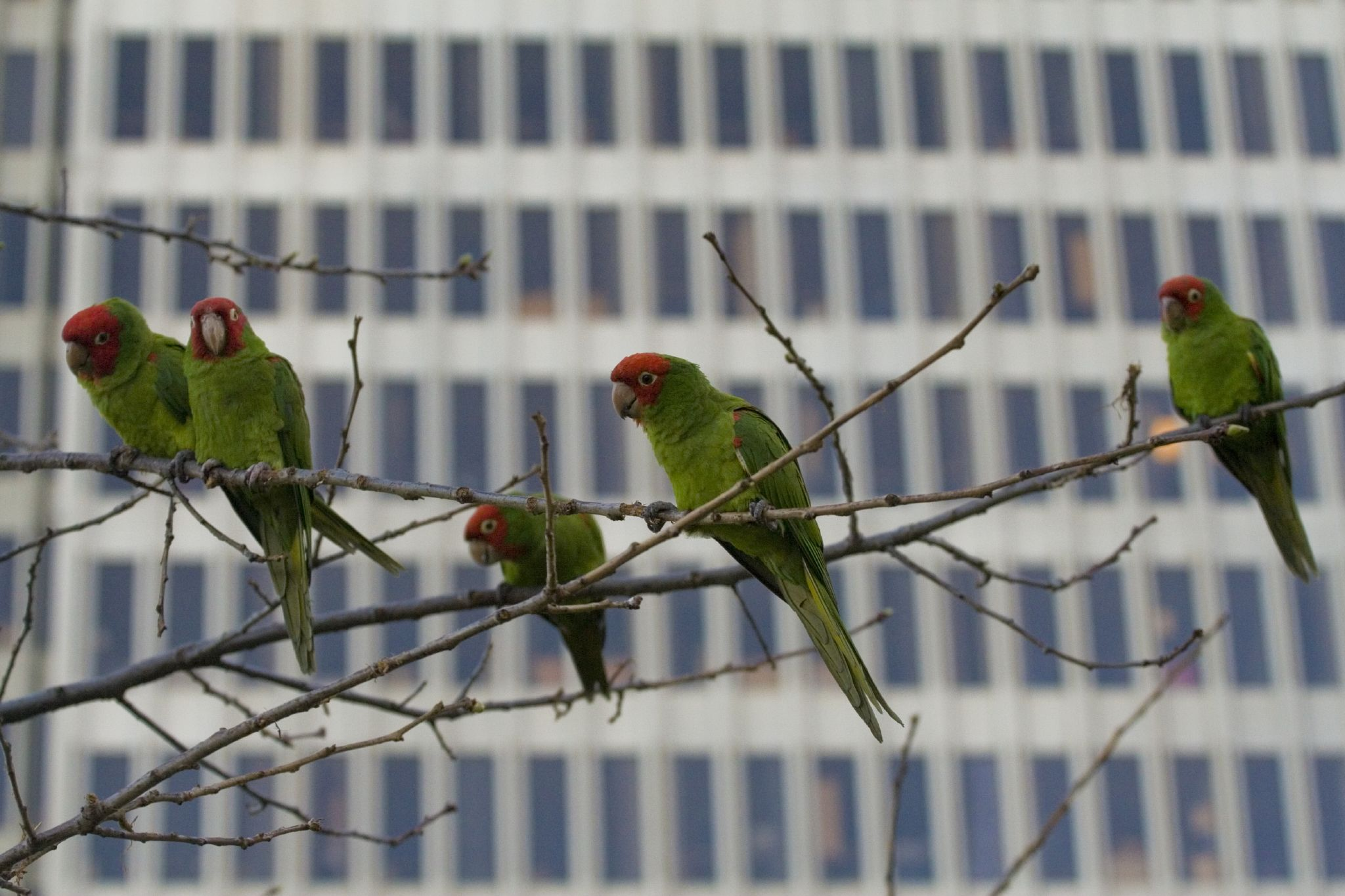
Loros de cabeza roja asilvestrados en San Francisco. Esta población fue objeto de un libro y la película The Wild Parrots of Telegraph Hill.

Loros escapados de varias especies se han establecido en la naturaleza fuera de su área de distribución natural. Entre los casos más antiguos de mascotas que se han asilvestrado está el papagayo granate procedente de Fiyi y que estableció una población en las islas del sur de Tonga. Esta introducción se produco en época prehistórica y los papagayos granates ya fueron mencionados en Tonga por capitán Cook en los años 1770. Algunas especies se han adaptado sorprendentemente al clima de Europa y Norteamérica. Los primeros registros de loros escapados reproduciéndose en California, Texas y Florida datan de los años 1950 (aunque podrían remontarse sin confirmación a la década 1920 en Texas y Florida). Unas pocas especies se han reproducido tanto que han llegado a convertirse en una plaga molesta, que amenazan los ecosistemas locales por lo que se han adoptado medidas de control contra estas poblaciones asilvestradas.

### Amenazas y conservación

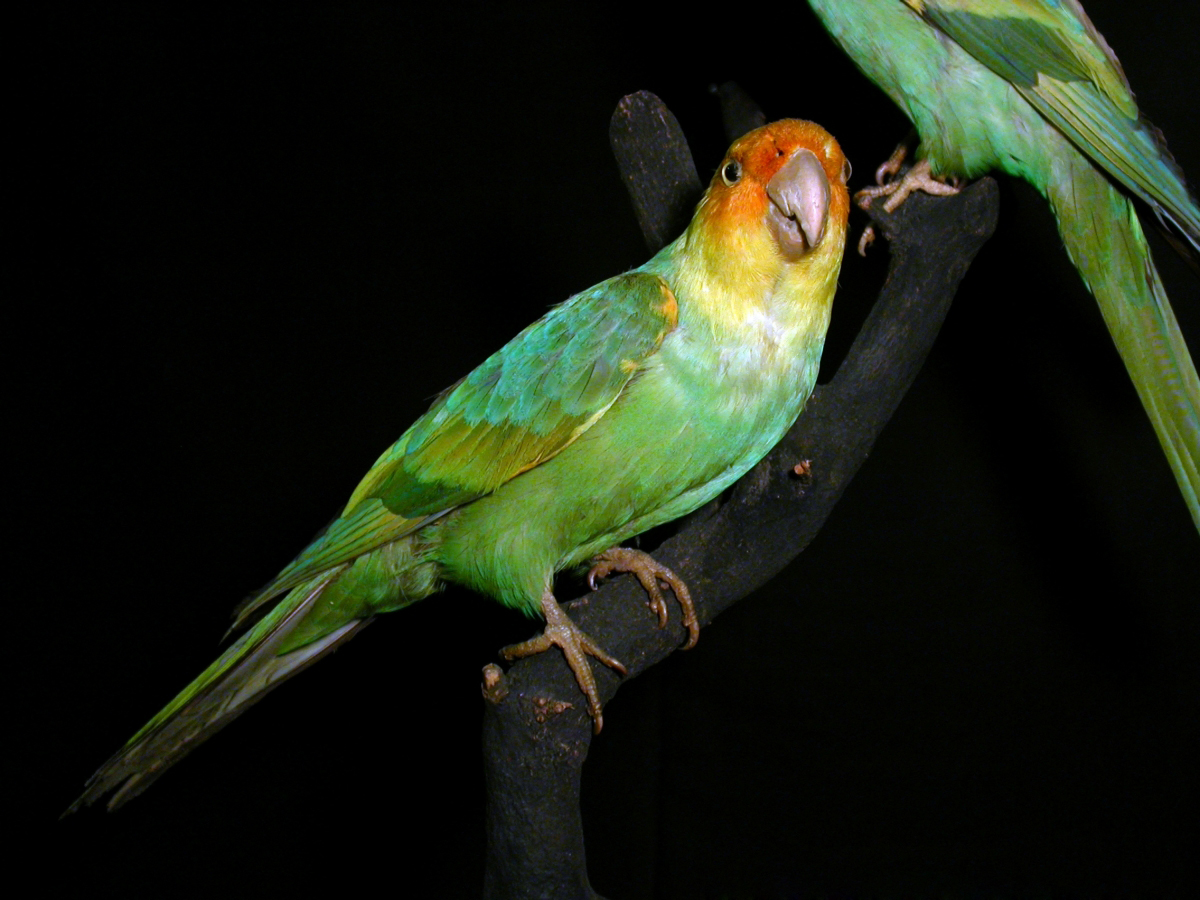
Espécimen disecado de cotorra de Carolina, que fue cazada hasta su total extinción.

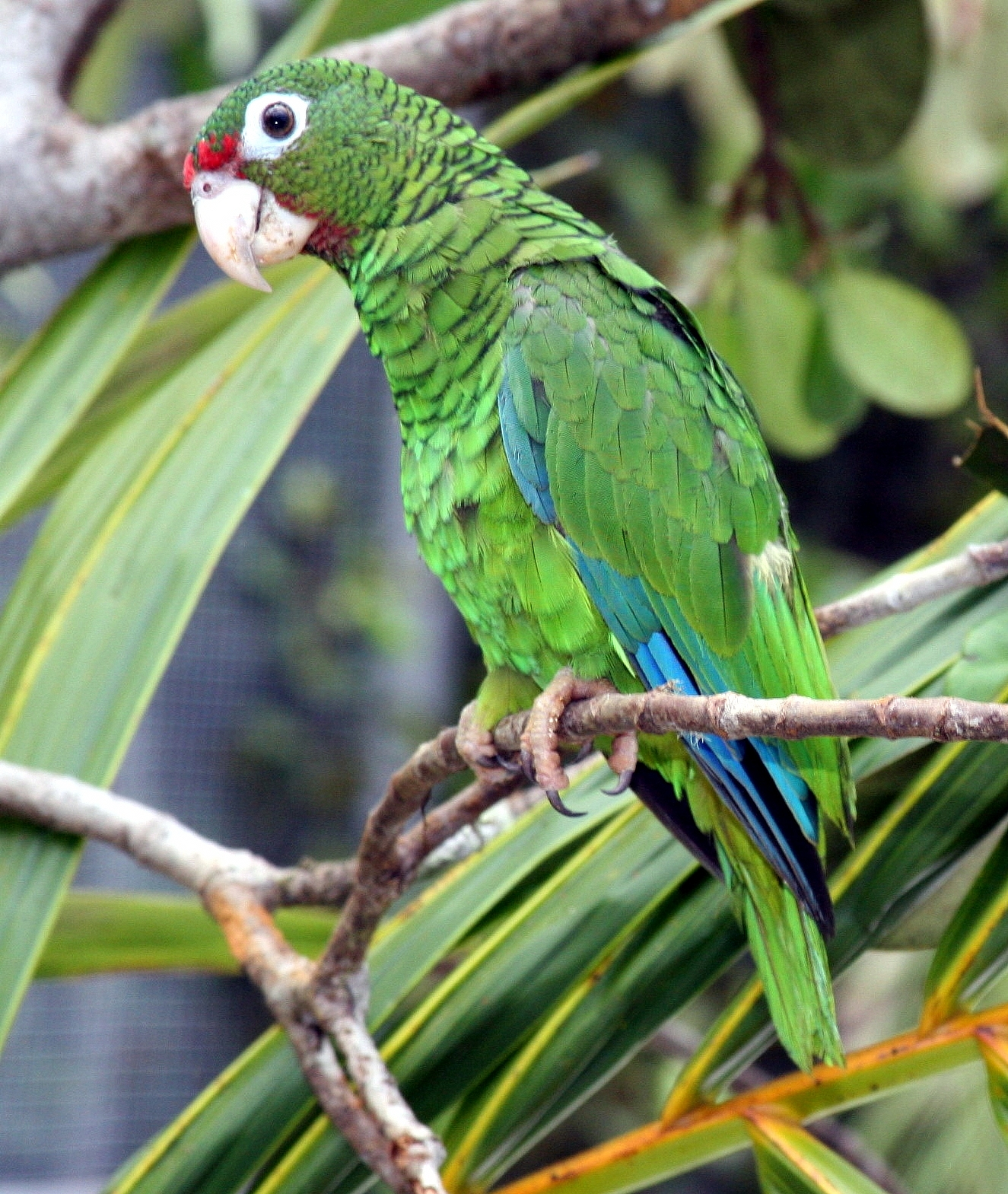
La deforestación ha llevado a la cotorra portorriqueña al borde de la extinción, y sigue siendo una de las aves más escasas del mundo a pesar de las medidas de conservación.

Muchas especies de psitaciformes están en declive y varias se han extinguido a causa del hombre. De las 372 especies vivas 130 están clasificadas por la UICN como especie amenazada o casi amenazada, de las cuales 16 se consideran en peligro crítico de extinción actualmente. En la actualidad la UICN reconoce que se han extinguido 19 especies de psitaciformes desde 1600 (fecha que marca las extinciones modernas). Esta cifra no incluye al lori diadema que no ha tenido un avistamiento confirmado desde hace un siglo pero que todavía está clasificado como especie en peligro crítico de extinción.
Existen varios motivos para el declive de tantas especies, pero las principales amenazas son la pérdida o degradación de sus hábitats, la caza, y para ciertas especies, el tráfico de aves silvestres. Los psitaciformes son perseguidos a causa de sus plumas, su carne (en algunas regiones) y por ser considerados plagas para la agricultura. Por ejemplo durante un tiempo Argentina ofrecía recompensas por matar cotorras monje por considerarlas dañinas para los cultivos, por lo que se mataron a cientos de miles de estos pequeños loros, aunque al parecer no afectó considerablemente a la población total de esta resistente especie.
Las capturas para el tráfico de mascotas son una amenaza para muchas de las especies más raras o que se reproducen más despacio. La pérdida o degradación del hábitat, principalmente a causa de la extensión de la agricultura, es una amenaza para la mayoría de las especies. La reproducción de los psitaciformes que anidan en cavidades puede verse afectada negativamente por especies introducidas que ejercen competencia sobre sus lugares de anidamiento. La desaparición de árboles viejos donde anidar es un problema en algunas regiones, en particular en Australia donde algunas cacatúas necesitan árboles centenarios para anidar. Muchos psitaciformes se encuentran solo en algunas islas y son vulnerables a la introducción de especies como las ratas y los gatos, ya que han perdido los comportamientos necesarios para eludir a los depredadores. El control de los depredadores puede ayudar a mantener o incrementar las poblaciones de las especies amenazadas. Además las especies insulares, que tienen poblaciones pequeñas y hábitats restringidos, son vulnerables a catástrofes naturales como huracanes y erupciones volcánicas. Las medidas de conservación tomadas para conservar el hábitat de algunas especies de loros carismáticos han ayudado a proteger a muchas otras especies que viven el mismo ecosistema.
Existen muchos grupos activos para la conservación de las poblaciones de psitaciformes salvajes. Una de las mayores el la World Parrot Trust, una organización a nivel internacional que colabora en proyectos conservacionistas y edita una revista, y recauda fondos través de donaciones y cuotas de sus miembros para labores conservacionistas en 22 países. A menor escala existen otras organizaciones locales que recaudan dinero para proyectos de conservación. Los zoos y las protectoras de animales suelen tener programas de educación con objeto de sensibilizar al público y cambiar las conductas que dañan a las poblaciones salvajes. Algunos zoos además participan en programas de cría en cautividad de especies amenazadas con el fin de reintroducirlos en los medios naturales. Una atracción popular de muchos zoos son las estaciones de alimentación de loris, en las que los visitantes los alimentan con tazas de líquido azucarado. Esta actividad se realiza asociada con charlas y avisos educativos.
Se han realizado con éxito varios proyectos de conservación específica para algunos loros. El traslado a islas libres de depredadores foráneos de poblaciones del vulnerable kakapo, seguida de un control intenso y programas de alimentación suplementaria han incrementado su población de 50 individuos a 123. En Nueva Caledonia el perico cornudo estaba amenazado por las capturas para el tráfico de mascotas y la pérdida de hábitat. Las medidas de conservación orientadas a la concienciación de la comunidad eliminó la amenaza del furtivismo, y permitió a la población de pericos crecer de los 600 individuos en 1993 a más de 2000 en 2009. En 2007 se reintrodujo una población de lori de Rimatara en la isla de Atiu (en las islas Cook), para proteger de las ratas a la última población natural que quedaba en la isla de Rimatara, de una especie que antes se extendía por gran parte de la Polinesia.
El comercio, exportación e importación de todas las especies de psitaciformes capturados en la naturaleza está regulado y solo se permite en circunstancias especiales en los países que forman el CITES, la convención internacional para el tráfico de especies amenazadas, que se instauró en 1975 para regular el tráfico de todas las especies de aves y plantas amenazadas. En 1975 se incluyeron 24 psitaciformes en el apéndice I de la CITES, que prohíbe el comercio con ellas internacionalmente. Tras esta clasificación inicial la persistencia de las amenazas y el tráfico llevó al CITES a añadir 32 variedades de psitaciformes más al apéndice I. Todas las demás especies de psitaciformes están protegidos por el apéndices II de CITES. Además las legislaciones de cada país regula el tráfico de ciertas especies.